# ウォルト・ディズニー・アニメーション・スタジオ
ウォルト・ディズニー・アニメーション・スタジオ（Walt Disney Animation Studios）は、ディズニー・アニメーションと略されることもあるアメリカ合衆国カリフォルニア州バーバンクのウォルト・ディズニー・スタジオ敷地内にあるロイ・E・ディズニー・アニメーション・ビルに本社を構えるウォルト・ディズニー・スタジオのアニメーション制作主要部門の1つであり、ウォルト・ディズニー・モーション・ピクチャーズ・グループを構成する一員である。配給はウォルト・ディズニー・スタジオ・モーション・ピクチャーズが行っており、長編アニメーション映画や短編アニメーション映画、テレビスペシャルなどを制作している。スタジオのロゴには、世界初のトーキーアニメであり、ミッキーマウスか初登場した『蒸気船ウィリー』（1928年）のシーンが描かれている。1923年10月16日にウォルト・ディズニーとロイ・O・ディズニーの兄弟によって設立され、世界で最も歴史のあるアニメーションスタジオである。
設立以来、『白雪姫』（1937年）から『ウィッシュ』（2023年）までの62本の長編映画と、数百本の短編映画を制作している。
1923年にディズニー・ブラザース・カートゥーン・スタジオとして設立され、1926年にウォルト・ディズニー・スタジオと改名、1929年にウォルト・ディズニー・プロダクションとして社名変更した後、1934年に長編映画の制作を開始し、1937年には世界初の長編アニメーション映画である『白雪姫』を公開した。1986年、大規模な企業再編の中で、唯一のアニメーションスタジオから国際的な複合企業に成長したウォルト・ディズニー・プロダクションは、他の部門と区別するためにウォルト・ディズニー・カンパニーに改称され、アニメーションスタジオはウォルト・ディズニー・フィーチャー・アニメーションとなった。現在の名称は、ピクサー・アニメーション・スタジオがディズニーに買収された後の2006年に採用された。
多くの人にとって、ディズニー・アニメーションはアニメーションの代名詞であり、「一企業のやり方が、これほどまでに圧倒的なまでに芸術的な価値を確立したものは、他にはない」と言われている。ディズニー・アニメーションは、設立以来、アメリカのアニメーションスタジオの最高峰として認められ、「何十年もの間、長編アニメーションにおいて、誰もが認める世界のリーダー」であり、手描きアニメーションの定番となった多くの技術、手法、コンセプトを開発した。また、同スタジオはストーリーボードの手法を確立し、現在ではアニメーションと実写の両方の映画製作で使用される標準的な手法となっている。ミッキーマウス、ミニーマウス、ドナルドダック、デイジーダック、グーフィー、プルートといった短編アニメーションの主役たちは、今や誰もが知っている人気のキャラクターであり、ウォルト・ディズニー・カンパニーのマスコット的存在となっている。
同スタジオの映画『アナと雪の女王』（2013年）、『ズートピア』（2016年）、『アナと雪の女王2』（2019年）はすべて、歴代興行収入ベスト50に入っている。『アナと雪の女王2』は、歴代アニメーション映画で2番目に高い興行収入を記録した。また、任天堂とイルミネーションの『ザ・スーパーマリオブラザーズ・ムービー』（2023年）が公開されるまで、アニメーション映画として史上最高の世界オープニング興行収入を記録した。
2013年までに、同スタジオは手描きアニメーションの長編映画の制作を終了し、手描きアニメーション部門の大半を解雇していた。しかし、同スタジオは、将来の手描きによる長編プロジェクトについて、クリエイターからの提案に応じると述べている。さらに2022年4月には、同スタジオで1992年から長年手描きアニメーションを手がけてきたアニメーターの一人で、20世紀フォックス（現：20世紀スタジオ）でもいくつかのプロジェクトに携わっていたエリック・ゴールドバーグが、ディズニー・スタジオ内で再び手描きアニメーションを復活させることを認めた。

## 歴史

### 1923年 - 1929年 ディズニー ブラザース カートゥーン スタジオ

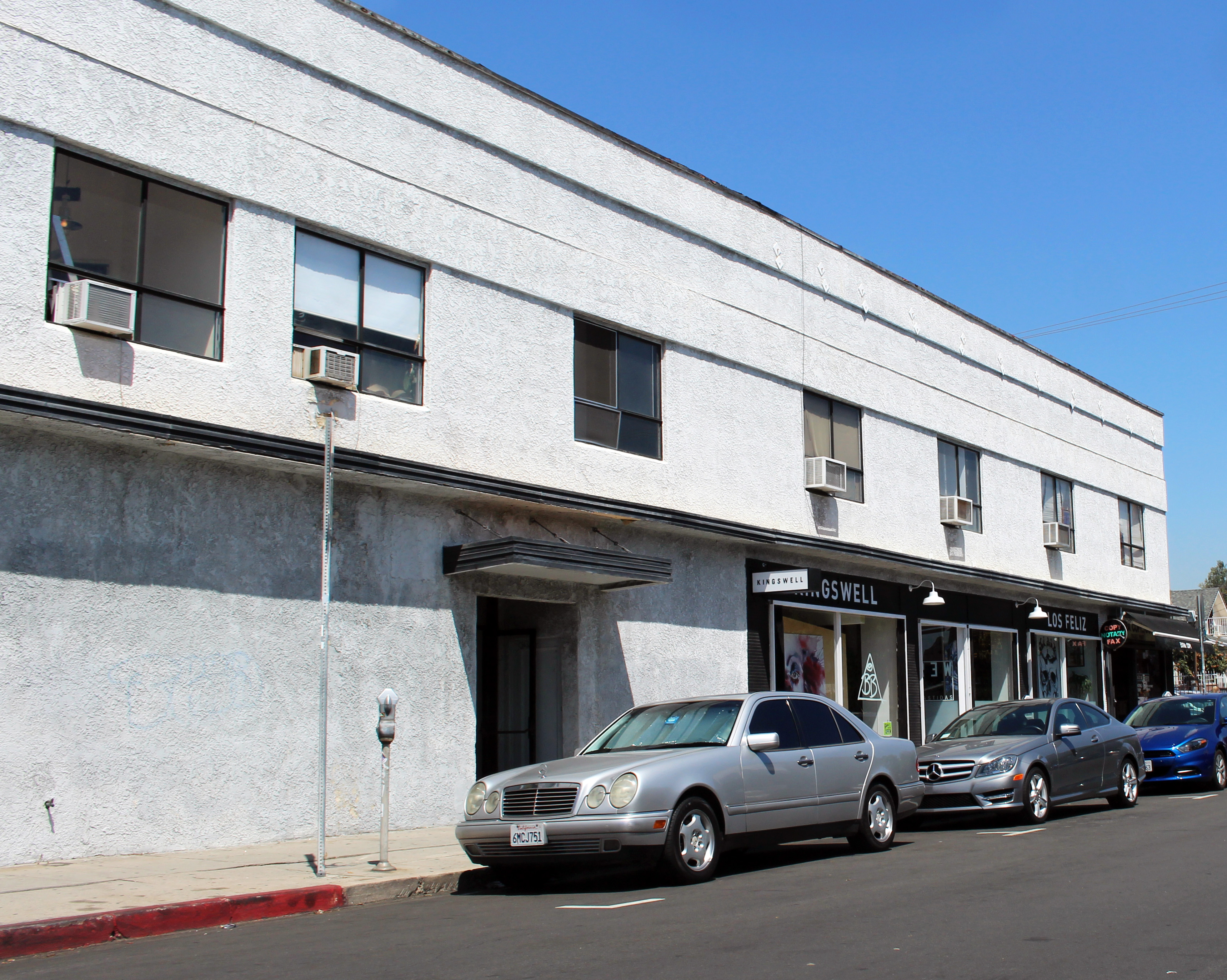
1923年から1926年までスタジオがあったロス・フェリズキングスウェル通りのの建物

ミズーリ州カンザスシティ出身のウォルト・ディズニーとロイ・O・ディズニーは、1923年10月16日にロサンゼルスにディズニー・ブラザース・カートゥーン・スタジオを設立し、アニメーションの世界で実写の子役を演じる無声の短編映画『アリス・コメディー』シリーズを制作してスタートさせた。
アリス・コメディーはマーガレット・J・ウィンクラーのウィンクラー・ピクチャーズによって配給され、ウィンクラー・ピクチャーズは後に、1927年からユニバーサル・ピクチャーズを通じて、ディズニー短編映画の第二作目、全編アニメーションの『オズワルド・ザ・ラッキーラビット』も配給するようになった。
カリフォルニアに移ったディズニー兄弟は、当初ロサンゼルスのロス・フェリズにあるキングスウェル通り4406番地の叔父ロバート・ディズニーのガレージで仕事を始め、1924年2月には、隣のキングスウェル通り4649番地に自分たちの事務所を構え、スタジオを移転した。1925年、ディズニーは近くのシルバーレイク地区にあるハイペリオン通り2719番地の新社屋を購入し、スタジオの他の場所と区別するためにハイペリオン・スタジオと呼ばれるようになり、1926年1月に移転してウォルト・ディズニー・スタジオと名乗るようになった。
一方、最初の1年分のオズワルドが完成した後、ウォルト・ディズニーはウィンクラー映画との契約を更新しようとしたが、マーガレット・ウィンクラーと結婚して事業を引き継いだチャールズ・ミンツは、オズワルド短編1本に対する前払い金を低くするようディズニーに迫ろうとした。ディズニーはこれを拒否し、オズワルドの権利はディズニーではなくユニバーサルが所有していたため、ミンツはオズワルドのアニメーションを制作するために自分のアニメーションスタジオを設立した。ディズニーのスタッフのほとんどは、1928年半ばにディズニーのオズワルド契約が切れると、ミンツによって雇われ、移籍してきた。
残りのスタッフが残りのオズワルドの契約を終える間、ディズニーと彼のアニメーターの長であるアブ・アイワークスは、少数の忠実なスタッフを率いて、ディズニーと彼のアニメーターであるアブ・アイワークスは、残った数名のスタッフに密かに仕事をさせ、ミッキー・マウスという新しいキャラクターを主人公とするアニメを制作した。

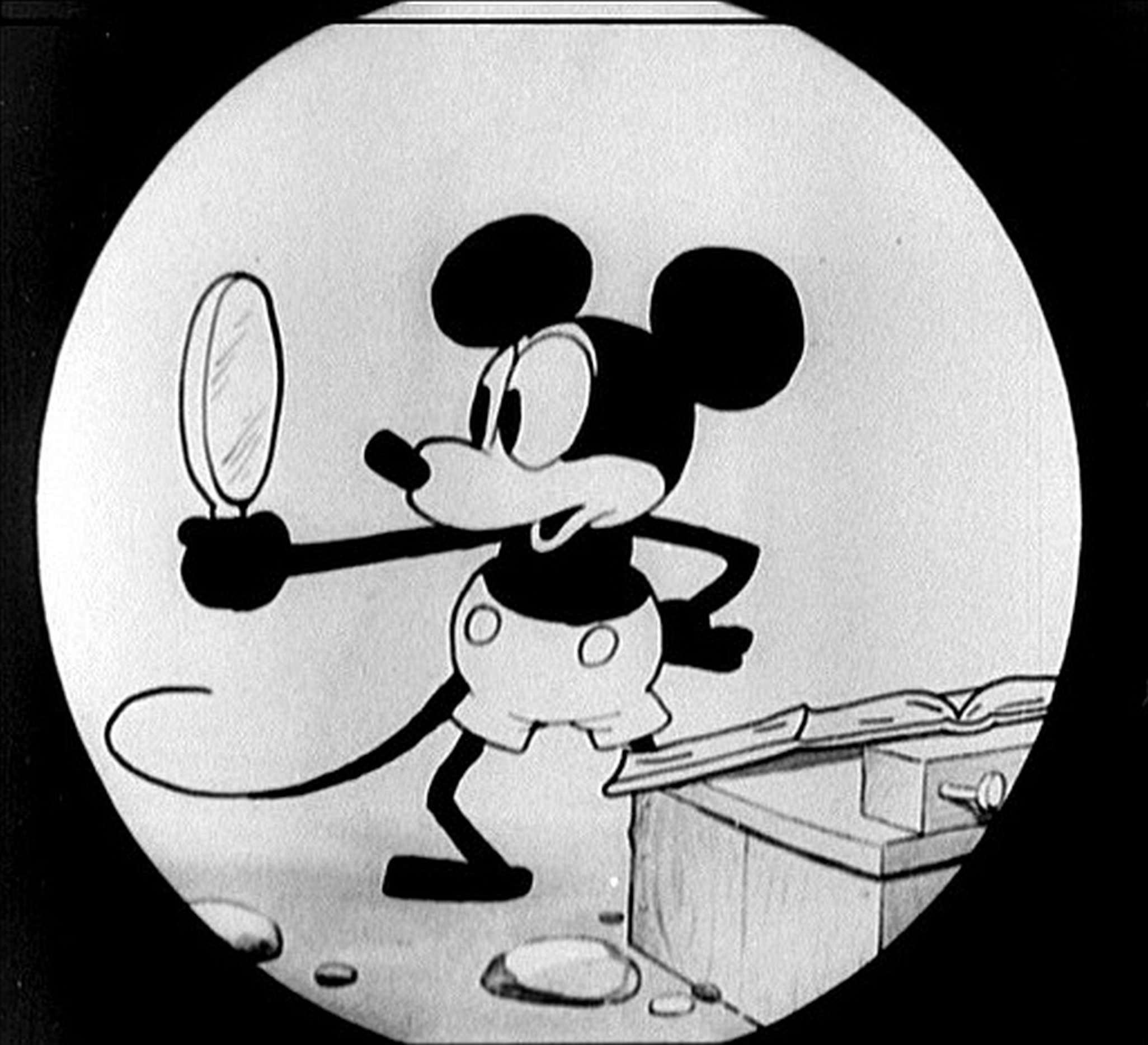
ミッキーマウスを主人公にした初の短編映画『プレーン・クレイジー』。

ミッキー・マウスの最初の2本のアニメーション「プレーン・クレイジー」と「ギャロッピン・ガウチョ」は、1928年の夏に極秘の試写会が行われた。しかし、3作目のミッキーの短編アニメーションは、音楽家のカール・スタリングと実業家のパット・パワーズと協力してサウンドトラックを制作し、彼はディズニーに自作した「シネフォン」の音声をフィルム上で流すという技術を提供する。その後、ミッキー・マウス・シリーズの3作目「蒸気船ウィリー」は、ディズニー初のシンクロサウンドを使ったアニメーションとなり、1928年11月にニューヨークのウエスト57番劇場で公開されると大ヒットを収めた。ミッキー・マウスの音入りアニメーションシリーズは、パワーズがセレブリティ・プロダクションを通じて配給し、瞬く間にアメリカで最も人気のあるアニメーションシリーズとなった。ディズニーの二つ目の短編アニメーションシリーズである、シリー・シンフォニーは、1929年に『骸骨の踊り』で始まった。

### 1929年 - 1940年 再編成、シリー・シンフォニー、白雪姫
1929年、ディズニーとパワーズの間で金銭的な問題が生じ、ディズニーのアニメーション制作会社は1929年12月16日にウォルト・ディズニー・プロダクションとして再法人化し、新たにコロンビア ピクチャーズと配給契約を締結した。パワーズはその見返りとしてアブ・アイワークスと契約し、彼は自分のスタジオでアニメーションを制作し始めたが、1940年にディズニーに復帰することになる。
コロンビアは、1932年にユナイテッド・アーティスツと新たな配給契約を結ぶまでの2年間、ディズニーの短編映画を配給した。同年、ディズニーはテクニカラーが新しい3色分解フィルムを使い、従来のカラーフィルムでは不可能だったフルカラーの再現を可能にする2年間の独占契約を締結した。その結果、全編テクニカラーで公開された最初の短編アニメーション映画として、シリー・シンフォニー・シリーズの「花と木」が完成した。『花と木』は大ヒットを収め、その後、すべての『シリー・シンフォニー』はテクニカラーで制作されるようになった。
1930年代初頭までに、ウォルト・ディズニーは、アニメーション作品のヒットの秘訣が、観客の心を掴んで飽きないような、感情移入できるストーリーを語ることにかかっていることに気づき、ストーリー開発に専念するストーリーボード・アーティストを集めた「ストーリー部門」を新たに設立した。魅力的なキャラクターと面白いストーリーで、1933年のテクニカラーによるシリー・シンフォニーの「三匹の子ぶた」は、映画館で大ヒットし、社会現象にもなり、主題歌「狼なんかこわくない」は人気チャート入りするほどのヒットとなった。
1934年、ウォルト・ディズニーは主要なスタッフ数名を集め、初の長編アニメーション映画の制作計画を発表した。「ディズニーの道楽」と揶揄されながらも、『白雪姫』の製作に取りかかり、テクニカラーによる世界初の長編アニメーション映画となった。「白雪姫」の制作には、多くの人材が育成され、スタジオも大きく拡張し、ベテランのアニメーターや他の分野のアーティスト、新卒のアニメーターがこの映画のためにスタジオに参加した。レス・クラーク、ノーム・ファーガソン、アート・バビットといったヘッドアニメーターが指導し、近くのシュイナード芸術学院の美術教師ドナルド・W・グラハムが教えるトレーニング教室は、1932年にスタジオで始まっていたが、オリエンテーショントレーニングや継続教育クラスへと大きく発展していったのである。グラハムとアニメーターたちは、この授業の中で、 手描きアニメーションの基本的な技術や使い方を学び、実践していった。『春の女神』（1934年）や『風車小屋のシンフォニー』（1937年）などのシリー・シンフォニーは、人間の動きを再現するアニメーション、特殊効果アニメーション、マルチプレーン・カメラの使用といった新技術の実験作品として、アニメーション作品の層を複数の平面に分割し、カメラがアニメーション・シーン中を立体的に動いているように見せるという発想を生んだ。

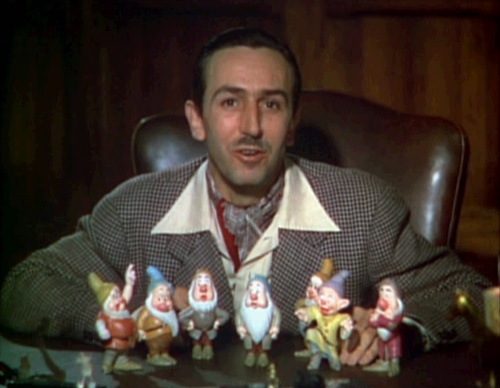
ウォルト・ディズニーが7人の小人を紹介するシーンは、1937年の劇場公開時の「白雪姫」予告篇より。

『白雪姫』の完成には、当時としては高額な140万ドル（うちストーリー制作費だけで10万ドル）という莫大な費用をかけ、1937年にユナイテッド・アーティスツからディズニー作品の配給を引き継いだRKOラジオ・ピクチャーズが1938年2月に公開すると空前の大ヒットを記録した。2年後の『風と共に去りぬ』の空前の大ヒットを前に、この作品は短期間で史上最高の興行収入を記録し、初公開時の興行収入は800万ドル超、1999年のドル換算で147,082,740ドルに相当した。
『白雪姫』の制作中も、短編アニメーション『ミッキーマウス」と「シリー・シンフォニー』シリーズの制作は続いていた。ミッキーマウスは1935年にテクニカラーに変更され、その頃には、ミッキーの愛犬プルート、仲間のドナルドダックとグーフィーなど、脇役のキャラクターも増えていた。ドナルド、グーフィー、プルートは1940年までにそれぞれのシリーズに登場することになり、ドナルドダックのアニメーションはミッキーマウスシリーズをしのぐ人気となった.。7回のアカデミー賞を受賞した『シリー・シンフォニー』 は1939年に終了し、その後、いくつかの短編が改訂版や再上映版として劇場公開されるようになった。

### 1940年 - 1948年 新しい長編映画、ストライキ、第二次世界大戦
『白雪姫』のヒットにより、ディズニーはバーバンクのブエナビスタ通りに新しく大きなスタジオを建設することができ、現在もウォルト・ディズニー・カンパニーが本社を構えている。1940年4月2日、ウォルト・ディズニー・プロダクションは、ウォルト・ディズニーが社長兼会長、ロイ・ディズニーがCEOとして、新規株式公開を果たした。
スタジオは新作の長編アニメーション映画の製作に乗り出し、その第一弾が1940年2月に公開された『ピノキオ』である。『ピノキオ』は公開当初の興行成績は微妙だった。公開直後の興行収入は、「白雪姫」の空前の大ヒットとスタジオの期待を下回るものだった。この映画の製作費は『白雪姫』の2倍である228万9000ドルのうち、ディズニーが1940年後半までに回収したのは100万ドルにすぎず、スタジオの報告によると、この映画の当初の最終興行収入は140万ドルから190万ドルの間で幅があった。しかし、『ピノキオ』は、アカデミー賞の歌曲賞と作曲賞を受賞し、ディズニー映画として初めて、アカデミー賞を同時に受賞した作品となった。
レオポルド・ストコフスキーの指揮によるオーケストラの演奏に合わせて制作された映画『ファンタジア』は、1940年11月にディズニーが一部の地域限定で公開した映画である。この映画の製作費は200万ドルで、興行収入では140万ドルを稼いだが、ファンタサウンドの導入に高額な費用（1館あたり85,000ドル）がかかったため、「ピノキオ」以上の赤字となった。RKOは1941年に『ファンタジア』の配給を引き継ぎ、その後、何年もかけて大幅に編集したものを再上映している。一方、「ファンタジア」は、1942年2月26日に2つのアカデミー名誉賞を受賞した。1つは、この映画の立体音響を実現した革新的なファンタサウンドシステムの開発、もう1つは、ストコフスキーとこの映画に対する彼の功績であった。
これらの作品とその後の1970年代後半までのすべての長編作品のキャラクターアニメーションの多くは、ウォルト・ディズニーが「ナイン・オールドメン」と名づけたアニメーターの頭脳集団によって統括され、その多くはディズニー長編アニメーション映画の監督や後のプロデューサーも務めていたのである。フランク・トーマス、オリー・ジョンストン、ウルフガング・ライザーマン、レス・クラーク、ウォード・キンボール、エリック・ラーソン、ジョン・ラウンズベリー、ミルト・カール、マーク・デイヴィスの9人である。この時期のディズニーの他のヘッドアニメーターは、ノーム・ファーガソン、ビル・タイトラ、フレッド・ムーアなどである。長編アニメーション部門の発展により、ディズニー・スタジオにカースト制度が生まれた。経験の少ないアニメーターたち（と長編アニメーション担当の仕事の合間のアニメーターたち）が短編を担当し、ナイン・オールドメンのような地位の高いアニメーターが長編を担当した。ウォルト・ディズニーがアニメーターの手柄を横取りすることへの懸念、報酬をめぐる議論から、新人アニメーターやより地位の低いアニメーターの多くが、ディズニー・スタジオの組合結成を目指すようになった。

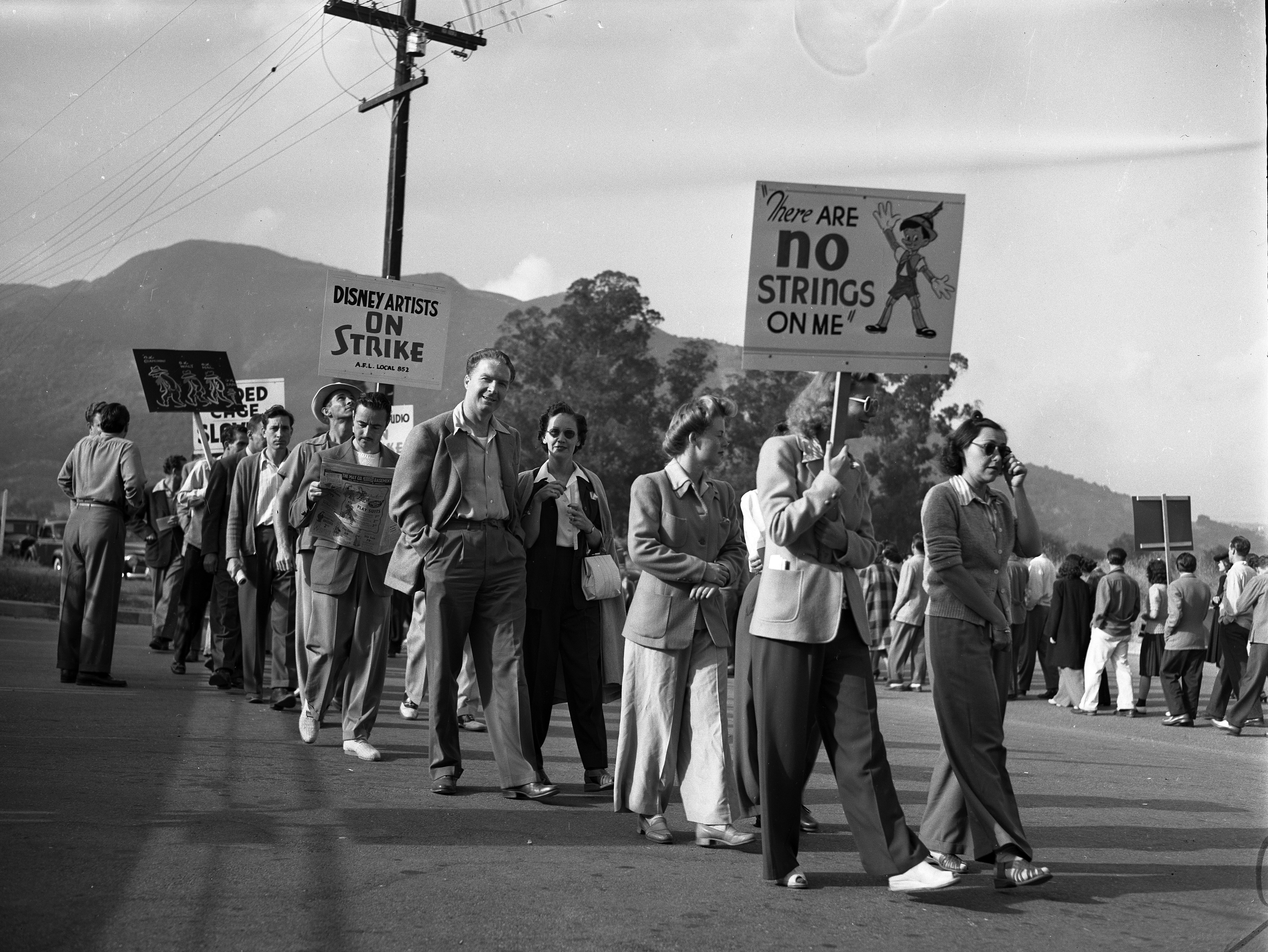
ディズニーのアニメーターのストライキは1941年5月に始まった。

1941年5月に始まった組合によるストライキは、同年7月と8月にウォルト・ディズニーが関与することなく解決された。ウォルト・ディズニー・プロダクションが組合組織を立ち上げていた頃、ウォルト・ディズニーとスタジオの従業員数名がアメリカ政府から中南米への親善旅行に参加した。ディズニー・ストライキとその影響で、アート・バビットやビル・タイトラといったトップレベルのアニメーターから、フランク・タシュリン、モーリス・ノーブル、ウォルト・ケリー、ビル・メレンデス、ジョン・ヒューベリーといったディズニースタジオ以外の作品でも有名なアーティストまで、多くのアニメーターのスタジオからの流出を招いた。ヒューベリーは、他のディズニー・スタジオでストライキを行った数人とともに、1950年代にディズニーのライバルとなったユナイテッド・プロダクション・オブ・アメリカ・スタジオを設立することになる。
『ダンボ』は、アニメーターのストライキの最中に制作され、1941年10月に初公開され、ヒットを収めた。この作品は、『白雪姫』の半分、『ピノキオ』の3分の1以下、『ファンタジア』の5分の2の予算で、95万ドルの製作費で作られた。『ダンボ』は最終的に、初公開時に160万ドルの興行収入を記録した。1942年8月、『バンビ』が公開されたが、『ピノキオ』や『ファンタジア』と同様、興行成績は振るわなかった。170万ドルの予算のうち、興行収入は164万ドルであった。
『バンビ』の公開後、長編アニメーションの制作は一時的に中断された。一部の長編映画の失敗と、第二次世界大戦で海外映画市場の多くが閉鎖されたことから、スタジオの融資先であるバンク・オブ・アメリカは、スタジオが一時的に短編映画の制作に限定する場合にのみ資金を融資するとした。そのため、当時製作中だった「ピーター・パン」「ふしぎの国のアリス」「わんわん物語」などの長編は、戦後まで見送られることになった。真珠湾攻撃で第二次世界大戦に突入したアメリカは、スタジオには500人以上のアメリカ軍兵士が集まり、近隣の航空機工場を敵の爆撃機から守る役割を担った。さらに、ディズニーのアニメーター数名が戦争に参加するために徴兵され、スタジオはアメリカ軍のあらゆる部門、特に軍事訓練や民間のプロパガンダ映画の制作を請け負うことになった。1942年から1943年にかけて、スタジオのアニメーション制作の95パーセントは軍の関係であった。戦争中、ディズニーは実写とアニメーションを融合したプロパガンダ映画『空軍力の勝利』（1943年）を制作し、1941年の親善旅行から生まれたラテン文化をテーマにした短編シリーズは、二つの長編映画『ラテン・アメリカの旅』（1942年）と『三人の騎士』（1944年）にまとめられた。
『ラテン・アメリカの旅』は、1940年代にディズニーが発表した他のいくつかの「オムニバス映画」の雛形となった。短編アニメーションを中心に、アニメーションと実写を組み合わせた低予算の映画である。これらの作品は、『メイク・マイン・ミュージック』（1946）、『ファン・アンド・ファンシー・フリー』（1947）、『メロディ・タイム』（1948）、『イカボードとトード氏』（1949）である。また、『南部の唄』（1946年）と『わが心にかくも愛しき』（1948年）の2本の長編映画も製作され、実写とアニメーションを融合した映像で、物語を表現している。この時代にも短編の制作は続き、ドナルドダック、グーフィー、プルートを中心に、ミッキーマウス、フィガロ、1950年代にはチップとデール、ハンフリー・ザ・ベアが出演するアニメーションも制作された。
さらに、1944年の『白雪姫』、1945年の『ピノキオ』、1946年の『ファンタジア』の再公開を皮切りに、これまでの長編映画の再上映を開始した。これは、7年ごとにディズニー映画を再公開するという伝統につながり、1990年代まで続いた後、スタジオのビデオ化にも影響されることになった。

### 1948年 - 1966年 長編映画の復活、ブエナ・ビスタ、短編映画の製作終了、レイオフ、そしてウォルトの晩年

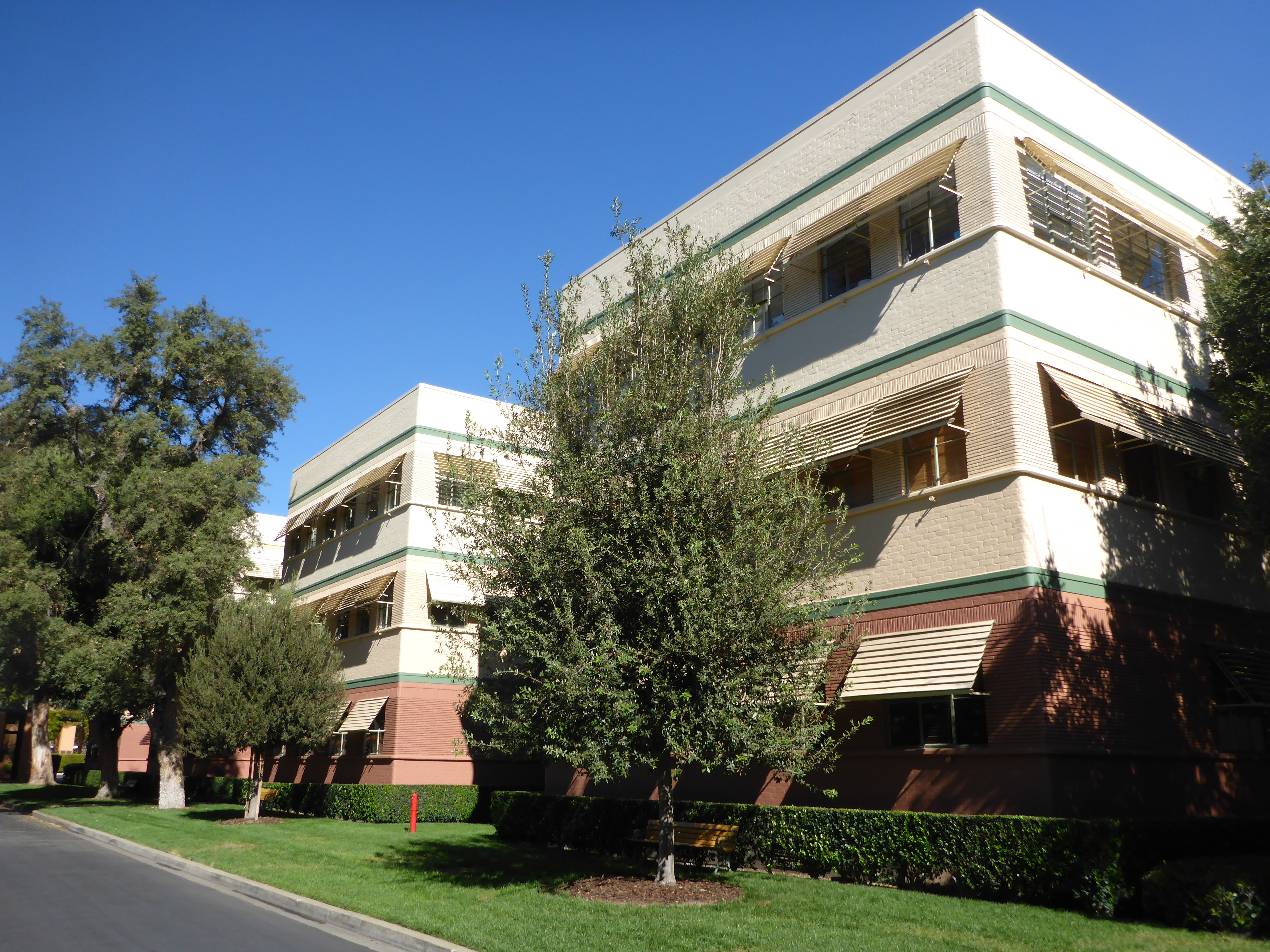
1940年から1985年までアニメーション部門の本部があったカリフォルニア州バーバンクのウォルト・ディズニー・スタジオの初代アニメーションビル。

1948年、ディズニーはシャルル・ペローの童話をもとにした長編アニメーション映画『シンデレラ』で、長編アニメーション映画の制作に復帰した。『白雪姫』の2倍の予算である300万ドル近くを投じ、スタジオの将来はこの映画のヒットにかかっていた。1950年に公開された『シンデレラ』は大ヒットを記録し、その利益によってディズニーは1950年代を通じて長編アニメーション映画の製作を続けることができた。その大ヒットを受けて、『ふしぎの国のアリス』、『ピーター・パン』、『わんわん物語』の製作が再開された。さらに、グリム童話をチャイコフスキーの名曲に乗せて『眠れる森の美女』をアニメーション映画化するという壮大な新プロジェクトが始まったが、完成までには約10年かかったという。
1951年に公開された『ふしぎの国のアリス』は、興行的には微妙な結果に終わり、初公開時の批評家たちの期待を大きく裏切った。一方、1953年に公開された『ピーター・パン』は大ヒット作となり、その年の興行収入第6位を記録した。1955年に公開された『わんわん物語』は、『白雪姫』以来の大ヒットを記録し、1955年の北米興行で推定650万ドルの収入を獲得した。『わんわん物語』は、ディズニー初のワイドスクリーン長編アニメーションとして、シネマスコープ方式で制作され、ディズニーが自ら設立した配給会社ブエナ・ビスタ・ディストリビューションから公開された初の長編アニメーション映画であった。
1950年代半ばになると、ウォルト・ディズニーの関心は主に実写映画、テレビ、ディズニーランドのテーマパークといった新しい試みに向けられ、アニメーション映画の制作は主にアニメーターと監督のトップからなる「ナインオールドメン」の手に委ねられることになった。そのため、『眠れる森の美女』の制作中、何度も確認が遅れ、1959年にようやく公開されることになった。この作品は、画家のアイヴァンド・アールが考案した重厚なアートスタイルで制作され、大型のスーパーテクニラマ70と6チャンネルの立体音響で上映され、600万ドルというディズニーで最も高額な映画となった。しかし、『白雪姫』以来、スタジオで最も高い予算で制作された長編アニメーションであったにもかかわらず、この映画の多額の制作費とディズニーの他の1959年の作品の興行成績不振により、スタジオは1960年度に10年ぶりの年間赤字を計上し、スタジオ全体で大規模な人員削減を余儀なくされることとなった。
10年の終わりには、ディズニーの短編映画は定期的に制作されなくなり、短編部門の担当者の多くは会社を去るか、『ミッキーマウス・クラブ』や『ディズニーランド』などのディズニーテレビ番組に異動することになったのである。1930年代にはシリー・シンフォニーズがアカデミー短編アニメ賞を独占していたが、MGMのトムとジェリー、ワーナー・ブラザースのルーニー・テューンズとメリー・メロディーズ、画一的な作風とスタイリッシュなアニメーション技術が古いディズニーのスタイルに代わるよりモダンなものとして賞賛されたユナイテッド・プロダクション・オブ・アメリカ (UPA) の作品によって最多受賞の座を追われることになったのである。1950年代には、ディズニーの短編のうち、スタイリッシュな『プカドン交響楽』のみがアカデミー賞短編アニメ賞を受賞した。
ミッキーマウス、プルート、グーフィーの短編は1953年までにすべての制作が終了したが、ドナルドダックとハンフリーは継続し、1956年に短編部門が閉鎖されるまでワイドスクリーンシネスコープに変更された。その後、1969年までに、すべての短編映画は長編映画部門が制作した。アニメーション黄金時代の最後のディズニー短編作品は『トリはタフなり』であった。この時点からディズニーの短編は不定期にしか制作されなくなり、後の代表的な短編には『ミッキーのアルバイトは危機一髪』（1995年、ミッキーマウス主演）、『紙ひこうき』（2012年）などがある。
1959年のレイオフや、拡大した実写映画、テレビ、テーマパーク部門との競争にもかかわらず、長編アニメーション作品の制作は縮小したレベルで継続された。
1961年、スタジオは『101匹わんちゃん』を発表し、従来のアニメーションのセル画にインクやペイントを施す工程でゼログラフィーを使用することを一般に広めた。ゼログラフィーは、紙の絵をトレースするのではなく、光化学的にアニメーションの絵を最終的なアニメーション制作に使われる透明なアセテートシート（「セル」）に転写することができる。その結果、アニメーターが描いた線がスクラッチで表現され、1980年代のディズニー映画を代表するアートスタイルとなった。この映画は、1961年の映画の中で10番目に高い興行収入となる640万ドルの収入を記録し、大ヒットを収めた。
1932年にスタジオで始まったディズニーアニメーションのトレーニングプログラムは、『白雪姫』の製作によって、ウォルト・ディズニーがカリフォルニア芸術大学（CalArts）の設立に協力することになった。この大学は、シュイナード芸術学院とロサンゼルス音楽院が合併してできたものである。ディズニーが開発したアニメーションのプログラムも学位取得の対象に含まれていた。1970年代から現在に至るまで、ディズニーをはじめとするアニメーションスタジオで活躍する多くのアニメーターたちの母校となった。
1963年に公開された『王様の剣』は、北米でその年の第6位の興行収入を記録し、推定興行収入は475万ドルとなった。1966年には、A・A・ミルンの『クマのプーさん』の物語を短編映画化した『プーさんとはちみつ』が公開され、その後数年にわたりプーさんの短編映画が作られ、1977年には短編をまとめた長編映画『くまのプーさん 完全保存版』が公開された。
ウォルト・ディズニーが亡くなったのは1966年12月で、スタジオの次回作『ジャングル・ブック』が完成・公開される10ヶ月前だった。この映画は大ヒットを収め、1967年の年間興行収入第4位となった。

### 1966年 - 1984年 人気低下、ドン・ブルースの入社と退社、"低迷期"
ウォルト・ディズニーの死後、ウルフガング・ライザーマンが製作兼監督として長編映画を作り続けた。ディズニーの悪役をソフトにしたのはライザーマンであり、その後の20年間で、ディズニーの悪役はほとんどすべて、怖いというよりコミカルか情けないキャラクターになった 。ライザーマンの主な優先事項は、スタジオが利益を上げ続けることであり、その目的のために、彼は家族向けの映画を作ることの重要性を強調した。アンドレアス・デジャによれば、ライザーマンは「子供たちを失えば、すべてを失う」と言ったという 。
1970年代は、ウォルト・ディズニーが最後のプロジェクト作品として製作した『おしゃれキャット』の公開によって始まった。1971年、スタジオの共同創設者であるロイ・O・ディズニーが亡くなり、ウォルト・ディズニー・プロダクションはドン・テイタムとカード・ウォーカーの手に委ねられ、1978年まで会長とCEOが交互に重なることになった。次の長編『ロビン・フッド』（1973年）は、大幅に削減された予算と、これまでの長編から再利用されたアニメーションで制作された。『おしゃれキャット』と『ロビン・フッド』は、共にヒット作にはならなかったが、高い評価を得た。
1977年に公開された『ビアンカの大冒険』は、前2作を上回る大ヒットを記録した。高い評価を受け、興行収入も高く、アカデミー賞にもノミネートされたこの作品は、その年の第3位の興行収入となり、『ジャングル・ブック』以来、最もヒットし、名作といわれたディズニー・アニメーション映画となった。この映画は1983年に再公開され、新作の「ミッキーのクリスマスキャロル」が同時上映となった。
『ビアンカの大冒険』は、ディズニー・アニメーション・スタジオの世代交代を告げる作品だった。ミルト・カールやレス・クラークといったベテランが引退し、ドン・ブルース、ロン・クレメンツ、ジョン・マスカー、グレン・キーンといった新しい才能に次々と入れ替わっていたのである。エリック・ラーソン、フランク・トーマス、オリー・ジョンストン、ウルフガング・ライザーマンらの指導を受けたカルフォルニア芸術大学のアニメーション学科出身の新人アニメーターたちは、ブルースが監督した実写とアニメーションのハイブリッド作品『ピートとドラゴン』（1977年）のアニメーションで初めて自分たちの才能を発揮する機会を得たのである。1979年9月、ディズニーのアニメーション技術が停滞していることに不満を感じたブルースは、他の新鋭アニメーターたちと共に、自分たちのスタジオ「ドン・ブルース・プロダクション」を立ち上げたが、これは1980年代のアニメーション界でディズニーの最大のライバルとなる。
ブルース一派の離反により半年遅れで、4年の製作期間を経て1981年年に公開されたのが『きつねと猟犬』である。この作品はスタジオにとって興行収入面でヒットしたと見なされ、ロイド・アレキサンダーの小説『プリデイン物語』シリーズをスーパーテクニラマ70で製作するという長年の夢だった『コルドロン』の製作が継続された。
「コルドロン」は、ディズニー・アニメーションの魅力を幅広く伝えるとともに、カルアーツ出身の新しい世代のディズニー・アニメーターの才能を紹介することを目的としていた。キーン、マスカー、クレメンツ以外にもアンドレアス・デジャ、マイク・ガブリエル、ジョン・ラセター、ブラッド・バード、ティム・バートンなど、この新世代のアーティストたちは有望なアニメーターたちであった。ラセターは、1983年にディズニーにCGアニメーション制作を推し進めたことで解雇されたが、その後、CGアニメーションのパイオニアであるピクサーのクリエイティブ・ヘッドに就任し、1980年代後半からディズニーと密接な関係を持つことになる。同様に、バートンは、スタジオがお蔵入りにした実写短編映画『フランケンウィニー』を制作した後、1984年に解雇されたが、その後、ディズニーや他のスタジオで実写やストップモーションの長編映画のプロデューサーや兼監督として注目を集めるようになった。バートンがディズニーで手がけた話題作には、ストップモーション映画『ナイトメアー・ビフォア・クリスマス』（1993年）、実写版『アリス・イン・ワンダーランド』（2010年）、ストップモーションによるリメイク版『フランケンウィニー』（2012年）などがある。また、バードは、ディズニーの上層部がアニメーションのリスクを取らず、安全策をとっていると批判し、同社に勤務して数年で解雇されている。その後、ワーナー・ブラザース・アニメーションやピクサーなど、他のスタジオでアニメーション映画の監督を務めるようになる。
ウォルト・ディズニーの義理の息子であるロン・ミラーは、1980年にウォルト・ディズニー・プロダクションの社長に、1983年にCEOに就任した。同年、映画とテレビの制作部門を拡大し、ウォルト・ディズニー・ピクチャーズというブランドを立ち上げて、長編アニメーション部門の作品を将来的に公開することになった。

### 1984年 - 1989年 マイケル・アイズナーの就任、リストラ、そして復活

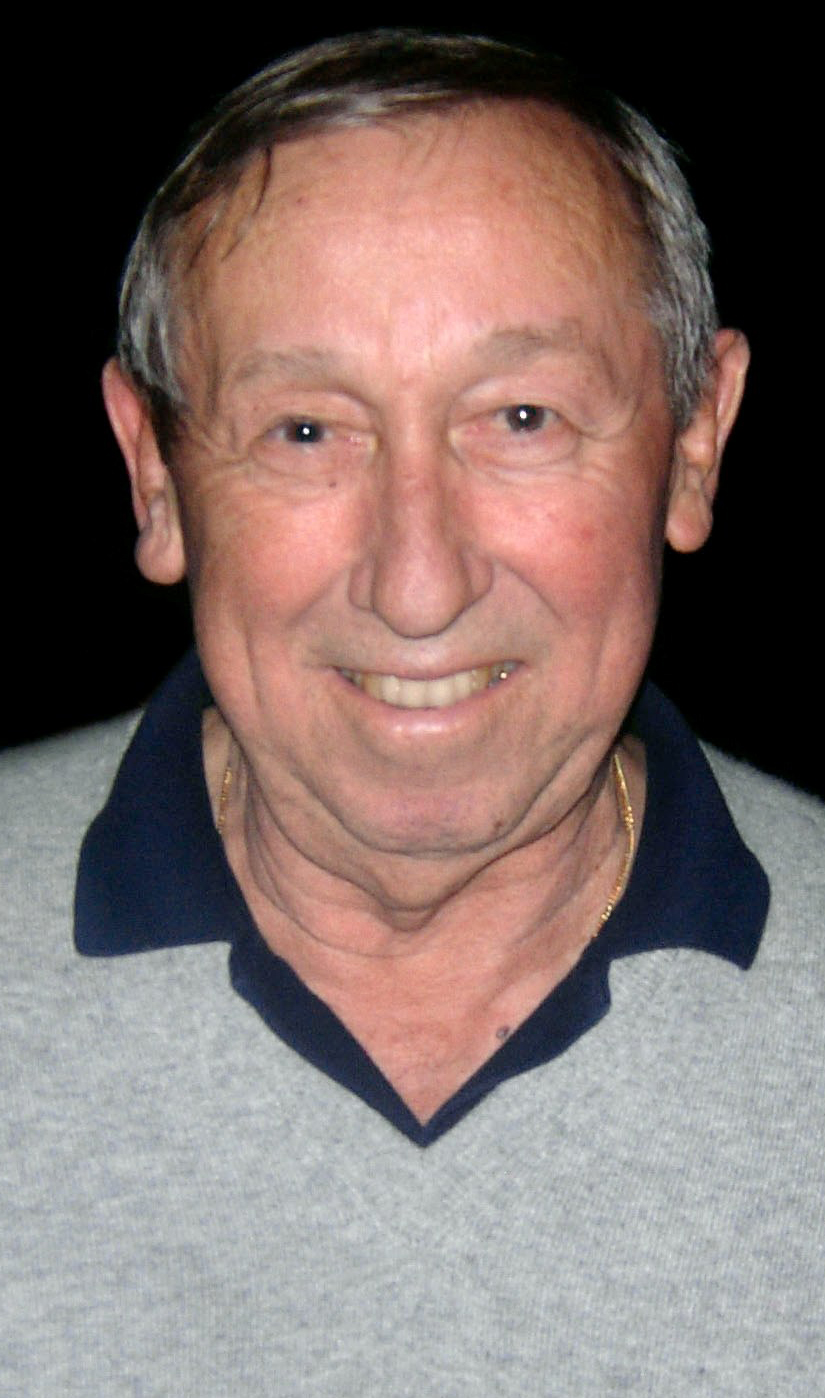
ロイ・E・ディズニー（会長、1985–2003）、ウォルト・ディズニーの甥で、1984年のウォルト・ディズニー・カンパニーの組織改編に伴い、アニメーション部門の再建に携わった中心人物。

1984年、乗っ取り騒動が相次いだ後、ロイ・O・ディズニーの息子でウォルトの甥にあたるロイ・E・ディズニーが取締役を辞任し、「セーブ・ディズニー」という署名活動を行い、取締役会にミラーを解任するよう働きかけ、功を奏した。ロイ・E・ディズニーは、マイケル・アイズナーを新CEOに、フランク・ウェルズを社長に迎えた。アイズナーは、映画部門であるウォルト・ディズニー・スタジオの会長にジェフリー・カッツェンバーグを任命した。アイズナー体制になり、完成間近だった『コルドロン』（1985年）は、後にディズニー・アニメーションの「最低」と呼ばれることになる作品である。4400万ドルというスタジオで最も高額な長編アニメーション映画であった『コルドロン』は、評価は低く、興行収入も伸びなかった。この映画の興行収入は2100万ドルで、スタジオは赤字になり、アニメーション部門の将来が危ぶまれることになった。
1950年代から1980年代にかけて、ディズニーがさらに実写映画制作、テレビ、テーマパークに進出したため、アニメーションの収益における重要性は著しく低下した。新CEOに就任したマイケル・アイズナーは、長編アニメーションスタジオを閉鎖し、今後のアニメーションを外部委託することを強く考えた。ロイ・E・ディズニーが仲裁に入り長編アニメーション部門の責任者として、その経営を立て直すことを提案し、一方アイズナーは、テレビ用の低コストのアニメーションを制作するために、ウォルト・ディズニー・ピクチャーズ・テレビジョン・アニメーション・グループを設立したのである。アイズナーによって長編アニメーションの会長に指名されたロイ・E・ディズニーは、1985年に日々の運営を行うためにピーター・シュナイダーをアニメーション部門の社長に任命した。
1986年2月6日、ディズニーの幹部はアニメーション部門をバーバンクのディズニースタジオの敷地から、約2マイル東（3.2キロメートル）、カリフォルニア州グレンデール近くのフラワーストリート1420にある様々な倉庫、格納庫、トレーラーに移転した。約1年後、成長著しいCG部門もそこに移転することになる。アニメーション部門の新拠点で初めて手がけた長編アニメーションは、『コルドロン』の制作を終えたジョン・マスカーとロン・クレメンツがベイカー街のバジルを基に制作をした作品『オリビアちゃんの大冒険』（1986年）である。この作品は評価も高く、興行成績も上々で、アニメーションスタジオの幹部の信頼を持たせることができた。しかし同年末、ユニバーサル・ピクチャーズとスティーヴン・スピルバーグのアンブリン・エンターテインメントが公開したドン・ブルースの『アメリカ物語』は、『オリビアちゃんの大冒険』を上回る興行収入を上げ、これまでのアニメーション映画としては史上初の興行収入となった。
カッツェンバーグ、シュナイダー、ロイ・ディズニーの3人は、スタジオの構造を変えるべく、人材と制作量を増やし、2年から4年に1本だった新作アニメーションを毎年公開するようにした。ビリー・ジョエルやベット・ミドラーをはじめとする豪華キャストを起用し、モダンポップな音楽を取り入れた『オリバー ニューヨーク子猫ものがたり』（1988年）がその第一作目として製作された。『オリバー ニューヨーク子猫ものがたり』は、同じくブルース／アンブリン／ユニバーサルのアニメーション映画『リトルフットの大冒険/謎の恐竜大陸』と同日に公開されたが、『オリバー ニューヨーク子猫ものがたり』は全米で『リトルフットの大冒険/謎の恐竜大陸』を上回り、その時点で全米で最もヒットしたアニメーション映画となったが、全世界での興行収入はリトルフットが上回っている。

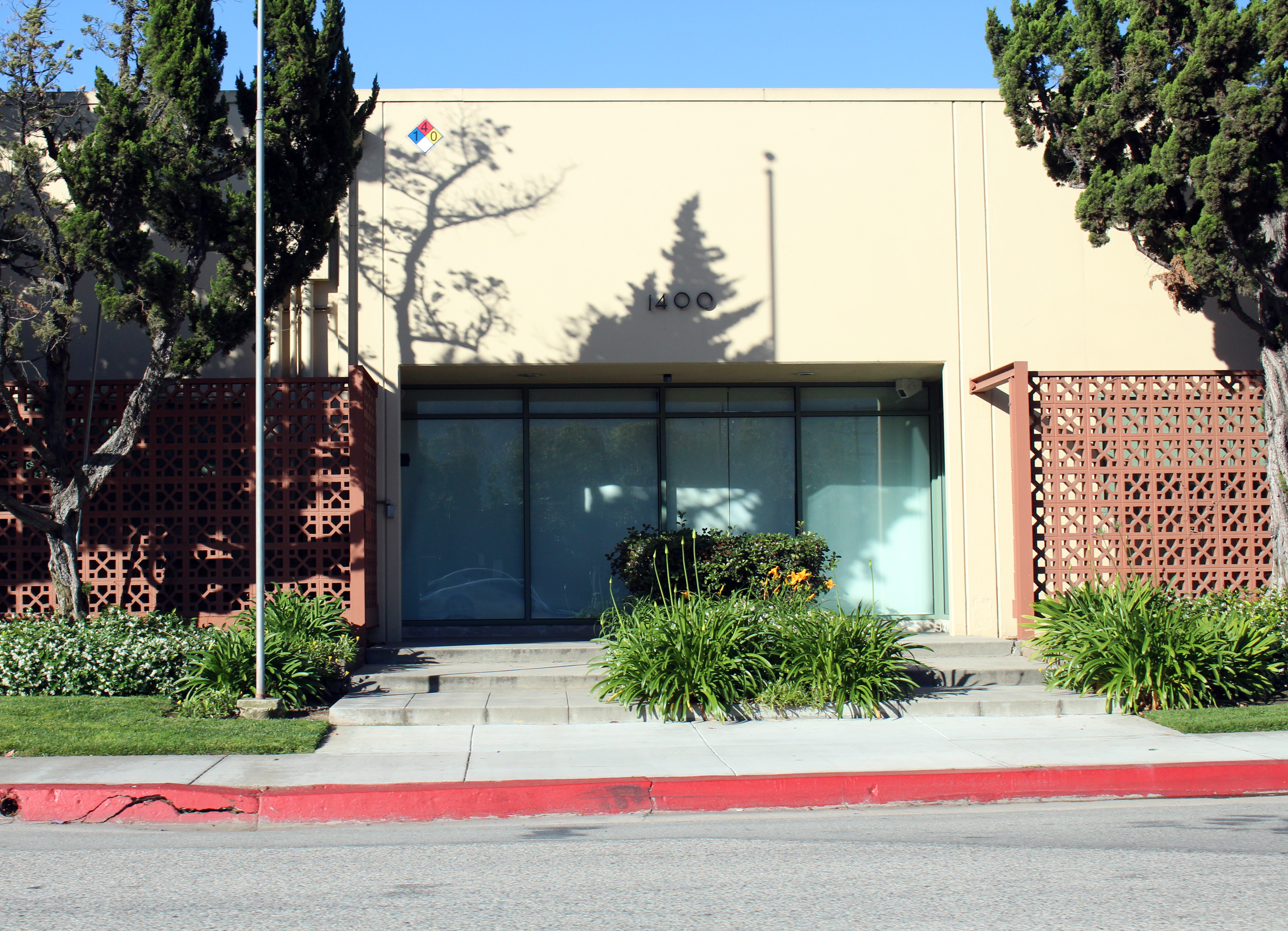
カリフォルニア州グレンデールのフラワーストリート1400番地。1985年から1995年にかけてウォルト・ディズニー・フィーチャー・アニメーションが使用したいくつかの建物のうちの一つである。

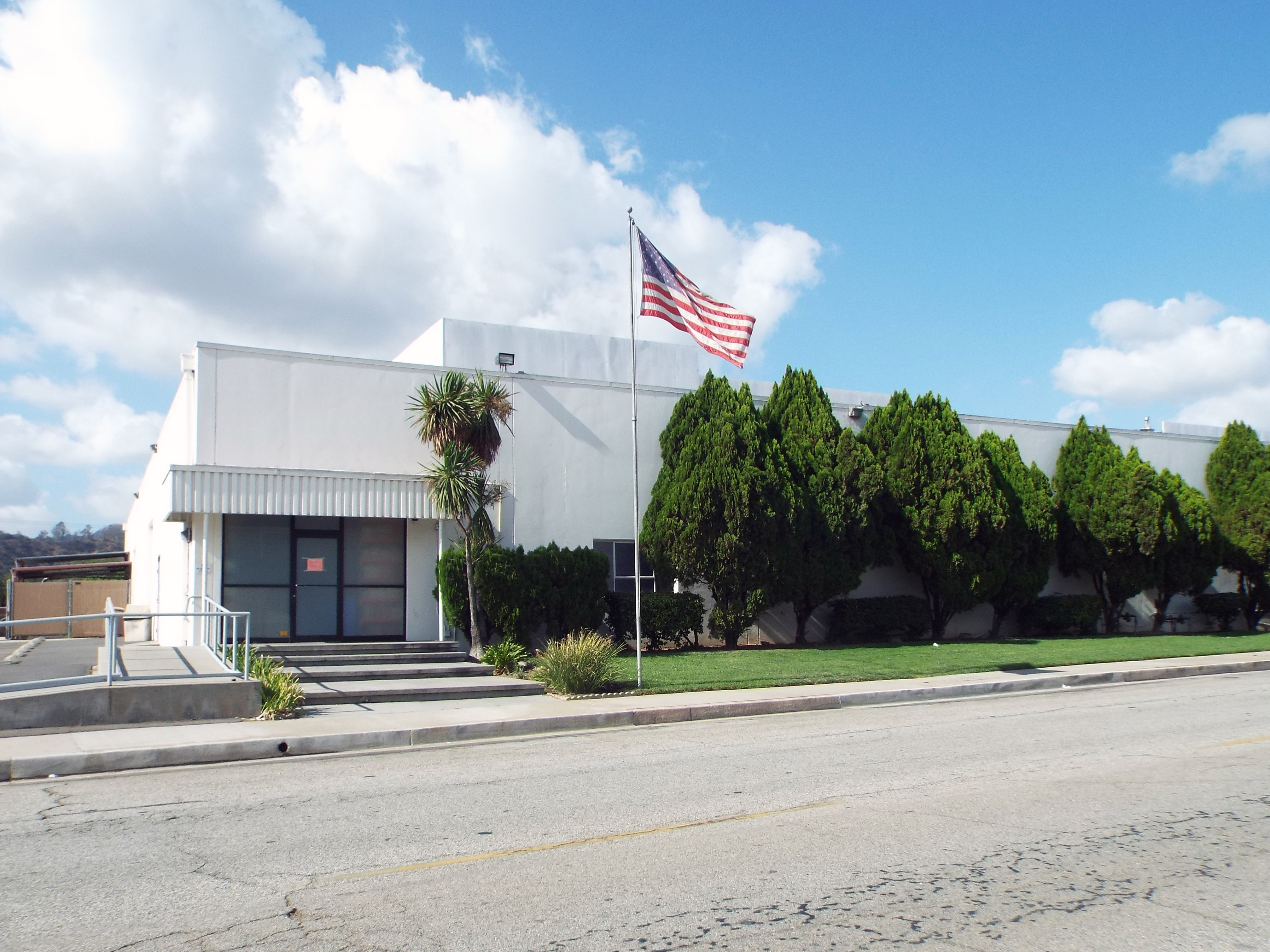
グレンデールのエアウェイ1400番地。これも1985年から1995年までウォルト・ディズニー・フィーチャー・アニメーションが使用したグレンデール内のビルである。

同時に1988年、ディズニーはハンナ・バーベラのオーストラリア・スタジオを買収し、ディズニー・アニメーション・オーストラリアを設立し、オーストラリアで長年続いてきたアニメーション産業への進出を開始した。
『オリバー ニューヨーク子猫ものがたり』と次回作『リトル・マーメイド』が製作される一方で、ディズニーはスティーヴン・スピルバーグのアンブリン・エンターテイメントとアニメーターのリチャード・ウィリアムズと共同で、他のスタジオ（ワーナー・ブラザース、MGM、ユニバーサルなど）から提供されたアニメキャラクターを登場させた画期的な実写とアニメーションのハイブリッド作品『ロジャー・ラビット』をロバート・ゼメキスが監督した。ディズニーは、『ロジャー・ラビット』のキャラクターを制作するために、ウィリアムズの指揮の下、ロンドンに新しいアニメーションスタジオを設立し、カリフォルニアのスタジオから多くのアーティストがこの映画の制作のためにイギリスに赴いた。アカデミー賞で3つの部門に輝き、アメリカのアニメーション業界における注目を再び集めることになった。この映画以外に、スタジオは1980年代後半から1990年代前半にかけて、3本の『ロジャー・ラビット』の短編を制作した。

### 1989年 - 1994年 ディズニー・ルネサンスの始まり、各作品のヒット、アニメーション業界への影響
1989年には二つ目の拠点スタジオとして、ウォルト・ディズニー・フィーチャー・アニメーション・フロリダが40名のスタッフで開設された。フロリダ州ベイレイクのウォルト・ディズニー・ワールドにあるテーマパーク、ディズニー・MGM・スタジオ内に事務所を構え、見学者はスタジオを訪れ、アニメーターの仕事を見ることができた。同年に公開された『リトル・マーメイド』は、批評家からは絶賛され、興業面でも過去数十年で最大のヒットを記録し、ディズニーの歴史に残る大きな功績となった。『リトル・マーメイド』は、『オリビアちゃんの大冒険』の共同監督であったジョン・マスカーとロン・クレメンツが監督を務め、北米の興行収入が8400万ドルとなり、スタジオにとって最高記録となった。この映画は、ブロードウェイの作曲家であるアラン・メンケンとハワード・アシュマンによる楽曲を中心に構成されており、また、彼らはこの映画の共同プロデューサーでありストーリーコンサルタントでもあった。『リトル・マーメイド』は、アカデミー賞で作曲賞と歌曲賞の2部門を受賞した。
『リトル・マーメイド』は、アニメーションにミュージカル映画という新たな分野を開拓するきっかけとなった。また、この作品はディズニーのコンピューター・アニメーション・プロダクション・システム（CAPS）を初めて使用した作品でもある。
CAPSは、コンピュータ・アニメーションの開発会社であったピクサーがディズニーのために開発したもので、後のディズニー映画において、デジタル・インク＆ペイントやデジタル合成によって、コンピューター・グラフィックスをより円滑に組み込み、優れた作品作りを可能にする重要なものとなった。ウォルト・ディズニー・フィーチャー・アニメーションがその後10年間に渡って公開した大ヒット作の最初の作品であり、後にディズニー・ルネサンスと呼ばれる時代となった。ルネサンス時代には、スタジオはウォルト・ディズニーが生きていた頃のように、よりダークなテーマやより怖い悪役の映画を作るようになった。
ミッキー・マウスが登場する『ミッキーの王子と少年』の同時上映作品『ビアンカの大冒険 ゴールデン・イーグルを救え!』（1990年）はディズニー初の長編アニメーション映画の続編であり、スタジオ初のCAPS/インク&ペイントシステムによるコンピュータによるデジタルペイントとデジタル合成で作られた映画である。しかし、この映画は『リトル・マーメイド』のようなヒットを記録することはできなかった。次の長編アニメーション映画『美女と野獣』は、ロンドンで制作が開始されたが、ディズニーがロンドンのスタジオを閉鎖し、『リトル・マーメイド』に続くミュージカル・コメディの形式に作り替えることを決めたため、バーバンクに移された。アラン・メンケンとハワード・アシュマンが作詞と作曲を担当したが、アシュマンは製作が完成する前に亡くなっている。
カーク・ワイズとゲイリー・トゥルースデイルが監督した『美女と野獣』は、1991年のニューヨーク映画祭でワークインプログレス版として初公開され、高評価を得て空前の大ヒットとなり、後にこのスタジオの最高傑作と評されることになる。アカデミー賞では6部門にノミネートされ、そのうち1部門はアニメーション映画としては初めて作品賞にノミネートされ、歌曲賞と作曲賞も受賞した。1億4500万ドルの興行収入は新記録となり、おもちゃやキャンペーン、サウンドトラックなどの関連商品も好調に売れた。
『リトル・マーメイド』と『美女と野獣』のヒットにより、1990年代のディズニー作品の代表作となった。ブロードウェイ調の歌とテンポの良いアクション、宣伝効果の高いマーケティングと関連商品、あらゆる年齢層の観客を映画館に呼び込むために考え抜かれたミュージカルコメディー作品である。ジョン・マスカー、ロン・クレメンツ、カーク・ワイズ、ゲイリー・トゥルースデイルに加え、ストーリーアーティスト兼監督のロジャー・アレーズ、ロブ・ミンコフ、クリス・サンダース、ブレンダ・チャップマン、リードアニメーターのグレン・キーン、アンドレアス・デジャ、エリック・ゴールドバーグ、ニク・ラニエリ、ウィル・フィンなどの新鋭アーティストがこれらの映画を制作した。
1992年11月に公開された『アラジン』は、ディズニーのアニメーションのヒットで上向きになっており、全世界で5億400万ドルの興行収入を記録し、さらに歌曲賞と作曲賞の2部門でアカデミー賞を受賞した。メンケン、アシュマン、ティム・ライス（アシュマンの死後、彼の後任）が曲を収録し、ロビン・ウィリアムズが声を担当した『アラジン』は、ディズニーキャラクターの声を有名俳優や女優が担当するというトレンドを確立し、『ジャングル・ブック』『オリバー ニューヨーク子猫ものがたり』である程度実現されていたが、今では一般化された方法を確立したとも言える。
1994年6月、ディズニーはロジャー・アラーズとロブ・ミンコフが監督した『ライオン・キング』を公開した。アフリカを舞台にした動物だけの物語で、ジェームズ・アール・ジョーンズ、マシュー・ブロデリック、ジェレミー・アイアンズといった豪華な声優陣を起用し、ティム・ライスとポップスターのエルトン・ジョンが歌を担当した。『ライオン・キング』は全世界で7億6,800万ドルの興行収入を記録し、これは手描きアニメーション映画としては現在までの最高記録であり、さらに関連商品、プロモーション、サウンドトラックの売り上げで数百万ドルを稼ぎ出している。

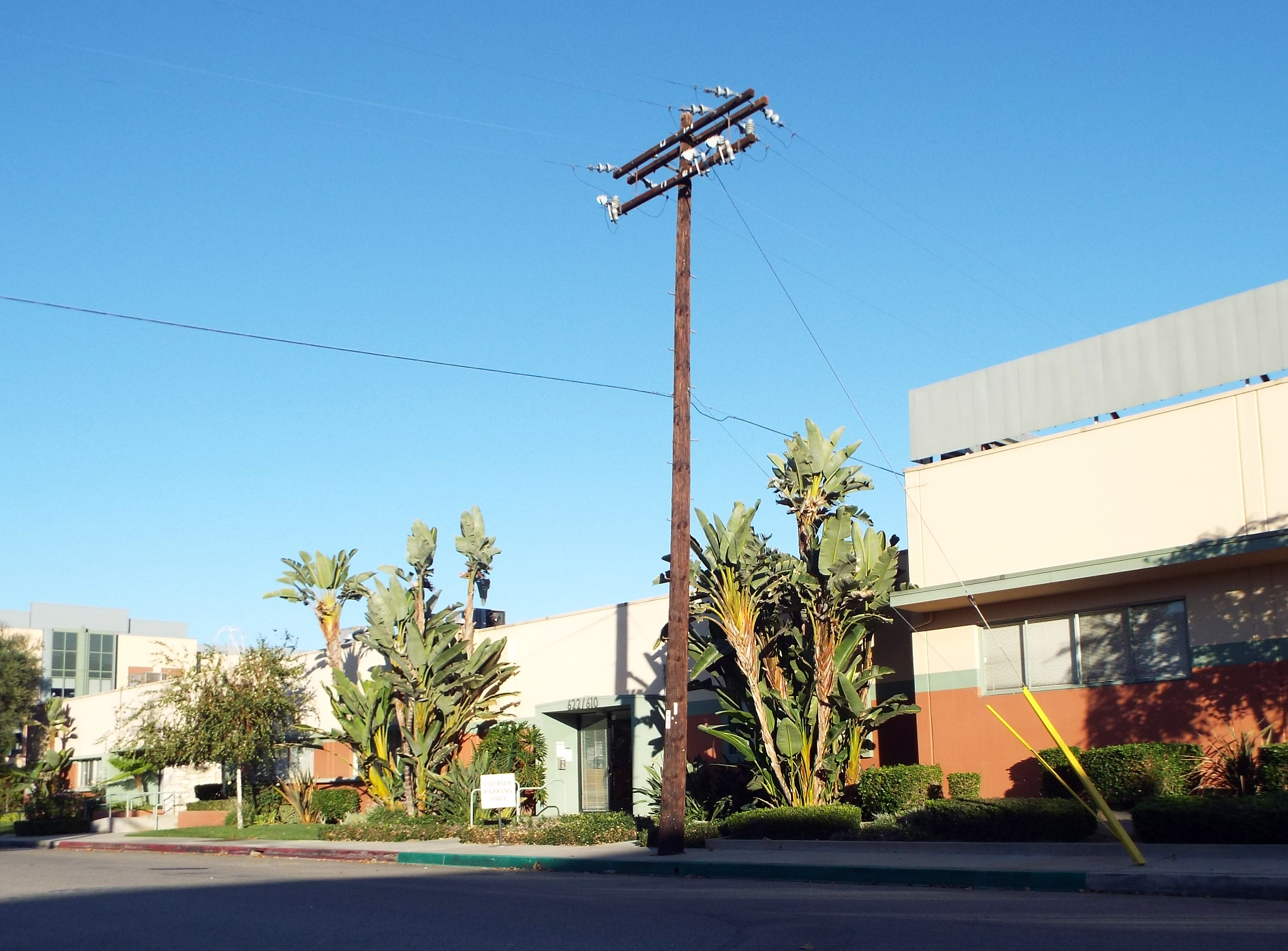
622/610 サークル7ドライブ（ハートダノン・ビル）は、1990年代前半にウォルト・ディズニー・フィーチャー・アニメーションが使用した、同じくグレンデールのビルである。

『アラジン』と『ライオン・キング』は、それぞれの公開年において、世界最高の興行収入を記録した作品である。2つの作品を制作している合間に、ディズニーはアニメーションの手法を多様化し、元ディズニーのアニメーター、ティム・バートンを起用して「ナイトメアー・ビフォア・クリスマス」を制作し、ウォルト・ディズニー・フィーチャー・アニメーションは、この映画の手描きアニメーションによる特殊効果を担当した。アニメーションが再びディズニーのビジネスの重要な部分を占めるようになり、同社は事業の拡大を開始した。カリフォルニアのスタジオは2つのユニットに分かれて拡張され、バーバンクのメインディズニーランドに隣接する新しいディズニー・フィーチャー・アニメーションのビルが起工され、1995年に竣工した。1992年に正式に法人化されたフロリダにあるスタジオも拡張され、フランス・パリ郊外のモントルイユにあるディズニーテレビジョンアニメーションスタジオのひとつ、旧ブリッツィ・ブラザーズのスタジオはウォルト・ディズニー・フィーチャー・アニメーション・パリとなり、『グーフィー・ムービー ホリデーは最高!!』（1995年）やその後のディズニー作品のかなりの部分が制作された。また、テレビアニメーションのスタジオを利用してディズニー・ムービートゥーンズというブランドで、大ヒットしたアニメーション映画の続編を低予算のOVAとして制作した。『アラジン』の続編で、『アラジン』のテレビシリーズのパイロット版となった『アラジン ジャファーの逆襲』（1994年）は、最初の作品であった。ウォルト・ディズニー・フィーチャー・アニメーションは、1994年の『美女と野獣』と1997年の『ライオンキング』のブロードウェイミュージカル化にも大きく関わっている。
ジェフリー・カッツェンバーグとディズニーのストーリーチームは、世界初の全編フルCGアニメーション作品である『トイ・ストーリー』の企画と制作に深く関わっている。『トイ・ストーリー』はピクサーがディズニーのために制作し、監督は、元ディズニーアニメーターのジョン・ラセターが務め、ピーター・シュナイダーは『ティン・トイ』（1988）などのピクサー短編で制作した後、彼を再雇用しようとして失敗していた。1995年に公開された『トイ・ストーリー』は、批評家の称賛と空前の大ヒット作になり、ピクサーはディズニーと5本の映画契約を結び、『バグズ・ライフ』（1998年）、『トイ・ストーリー2』（1999年）、『モンスターズ・インク』(2001年)、『ファインディング・ニモ』(2003年)、『Mr.インクレディブル』(2004年)といったCGアニメーション映画を製作し、高い評価と大ヒットを連発していった。
また、『アラジン』や『ライオン・キング』のヒットは、その後10年間、アメリカで製作される長編アニメーションの数は大幅に増加し、大手の映画スタジオは、フォックス・アニメーション・スタジオ、サリバン・ブルース・スタジオズ、アンブリメーション、リッチ・アニメーション・スタジオ、ターナー・フィーチャー・アニメーション、そしてワーナー・ブラザース・アニメーションといったアニメーション部門を新たに設立し、ディズニーらしいミュージカル・コメディ仕立ての映画『恐竜大行進』（1993年）、『おやゆび姫 サンベリーナ』（1994年）、『スワン・プリンセス/白鳥の湖』（1994年）、『セントラルパークの妖精』（1994年）、『ペンギン物語〜きらきら石のゆくえ〜』（1995年）、『キャッツ・ドント・ダンス』（1997年）、『アナスタシア』（1997年）、『魔法の剣 キャメロット』（1998年）、『王様と私』（1999年）などを製作することになった。これらのディズニー以外の長編アニメーションのうち、ヒットしたのは『アナスタシア』のみである。

### 1994年 - 1999年 ディズニー・ルネサンスの終焉、低迷期の再来

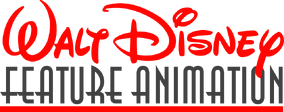
1994年から1997年まで使用されたウォルト・ディズニー・フィーチャー・アニメーションのロゴ。

1990年代前半に公開されたディズニーの作品のヒットで、スタジオのチーフであるジェフリー・カッツェンバーグが手柄を立てすぎているという懸念が、ロイ・E・ディズニーを中心とするディズニースタジオの社内で生じていたのである。ウォルト・ディズニー・カンパニー社長フランク・ウェルズが1994年にヘリコプター事故で死亡し、カッツェンバーグは空席になっていた社長職をマイケル・アイズナーCEOに働きかけているところだった。しかし、カッツェンバーグ、アイズナー、ディズニーの間に緊迫した空気が流れ、同年8月24日にカッツェンバーグは会社を辞めさせられ、後任にジョー・ロスが就任した。1994年10月12日、カッツェンバーグはドリームワークスSKGの創設者のひとりとなり、そのアニメーション部門は、『アンツ』（1998年）などのCGアニメーション映画と『プリンス・オブ・エジプト』（1998年）などの手描きアニメーション映画の両方で、長編アニメーションにおけるディズニーの重要なライバルとなったのである。1994年12月、アニメーション部門のためにバーバンクにアニメーション・ビルが完成した。
1990年代前半の作品とは対照的に、ルネサンス後半の作品はすべてがヒットしたわけではなかった。1995年夏に公開された『ポカホンタス』は、ルネサンス期の最初の作品として批評家から様々な評価を受けたが、それでも観客に人気があり、ヒット作となり、世界で3億4600万ドルを稼ぎ、アラン・メンケンとスティーブン・シュワルツによる音楽でアカデミー賞を2度受賞している。翌年の『ノートルダムの鐘』（1996年）は、一部がパリのスタジオで制作され、ディズニー映画で最もダークな作品とされているが、『ノートルダムの鐘』は『ポカホンタス』よりも批評家の評価は高く、全世界で3億2500万ドルの興行収入を記録した。翌年の夏、『ヘラクレス』（1997年）は興行的に好調で、全世界で2億5200万ドルを売り上げたが、ディズニーのこれまでの作品と比較すると不振であった。俳優の演技は好評だったが、アニメーションと音楽は賛否両論だった。『ヘラクレス』は、手描きアニメーション映画の衰退を始めるきっかけとなった。ドリームワークスとの給料の競争によってスタジオの経費が大幅に増加し、予算が1994年の『ライオン・キング』の7900万ドルから3年後の『ヘラクレス』の1億7900万ドルに増加したため、興行成績の低下はスタジオ内でさらに問題となった。さらに、ディズニーは新作映画の人気によって、他の部門で関連商品、テーマパークのアトラクション、OVAによる続編、テレビシリーズを展開していた。制作スケジュールは縮小され、制作をより厳しく管理するためにクリエイティブ・エグゼクティブが多数採用されたが、この動きはアニメーターの間では不評であった。
フロリダのスタジオで中心となって制作された最初の作品である『ムーラン』（1998年）は、観客と批評家から好評を得て公開され、全世界の興行収入は3億500万ドルというヒット作となり、スタジオとしての評価と興行成績のどちらも取り戻した。次の作品、ケヴィン・リマとクリス・バックが監督した『ターザン』（1999年）は、1億3000万ドルという高額な予算で制作され、再び好評を博し、4億4800万ドルの興行収入を記録した。ポップスターのフィル・コリンズが手がけた『ターザン』のサウンドトラックは、大きなレコードセールスを記録し、アカデミー賞の歌曲賞を受賞する結果となった。

### 1999年 - 2005年 スランプ、人員削減、CGアニメーションへの転換、企業問題

1997年から2007年まで使用されたウォルト・ディズニー・フィーチャー・アニメーションのロゴ。

1990年からロイ・E・ディズニーが取り組んでいたプロジェクトで、1940年の作品の続編となる『ファンタジア2000』は、ロンドン、パリ、東京、カリフォルニア州パサデナを巡るコンサートツアーの一環として、1999年12月17日にニューヨークのカーネギー・ホールで初上映された。その後、2000年1月1日から4月30日まで、世界75か所のIMAXシアターで公開され、長編アニメーション映画としては初のIMAX用の映画として話題を集め、同年6月15日には通常の劇場公開が行われた。制作の合間を縫ってそれぞれに作った『ファンタジア2000』は、IMAX用に制作され、IMAXで公開された最初の長編アニメーション映画である。この映画は、9000万ドルの製作費に対して、全世界で9000万ドルの興行収入を記録し、スタジオにとって1億ドルの赤字となったピーター・シュナイダーは、1999年にウォルト・ディズニー・フィーチャー・アニメーション社長の職を離れ、ジョー・ロスの下でウォルト・ディズニー・スタジオの社長に就任した。シュナイダーのアニメーション担当副社長を数年務めたトーマス・シューマッハは、ウォルト・ディズニー・フィーチャー・アニメーションの新しい社長に就任した。この頃、他のスタジオとの競争により、アニメーターの収入は過去最高となり、手描きアニメーション作品の制作コストはさらに高くなっていた。シューマッハはコスト削減を命じられ、大規模なレイオフを開始し、給与を削減し、1999年にピークで2,200人いたスタジオのスタッフを約1,200人にまで減少させた。
1999年10月、ブエナ・ビスタ・ビジュアル・エフェクツの後継として1996年4月にウォルト・ディズニー・カンパニーが買収した特殊効果スタジオ、ドリーム・クエスト・イメージズがウォルト・ディズニー・フィーチャー・アニメーションのコンピューターグラフィックス部門と合併し、ザ・シークレットラボという部門を立ち上げた。ザ・シークレット・ラボは、2000年5月に公開された長編映画『ダイナソー』を制作し、実写を背景にしたCGの太古の生物を登場させた。予算1億2800万ドルを投じたこの作品は、全世界で3億4900万ドルとスタジオの予想を下回り、ザ・シークレットラボは2001年に閉鎖された。
2000年12月、『ラマになった王様』が公開された。この作品は、『キングダム・オブ・ザ・サン』というミュージカル大作であったが、製作途中で路線が変更され、低予算のコメディ映画になった。公開時の全世界での興行収入は1億6900万ドルを稼いだが、評価は高く、ビデオでは販売成績が伸びた。『アトランティス 失われた帝国』（2001年）は、ディズニーがアクション・アドベンチャーに挑戦し、これまでの常識を覆そうとしたが、評価は散々で、1億2000万ドルの予算に対し世界中で1億8600万ドルの興行収入をあげた。
2001年から2002年初めにかけて、ピクサーのCGアニメーション映画（ディズニーとの配給契約のおかげ）が、ドリームワークスの『シュレック』、ブルースカイ・スタジオの『アイス・エイジ』とともにそれぞれ大ヒットを収めたのに対し、ディズニーの『ラマになった王様』と『アトランティス 失われた帝国』の興業成績が振るわなかったことから、手描きアニメーションは時代遅れとなるとの見方が広がった。ディズニーはバーバンクにあるスタジオのスタッフのほとんどを解雇し、一つのスタジオに集約し、全編フルCGアニメーションに移行する計画を開始した。しかし、一部のスタッフは、CGアニメーションを担当する職を得ることができた。その結果、1985年に10年間グレンデールに移転したとき以来の低さに落ち込んだ。2003年、パリのスタジオも閉鎖された。
バーバンク・スタジオに残っていた手描きアニメーション作品『トレジャー・プラネット』と『ホーム・オン・ザ・レンジ にぎやか農場を救え!』は制作が続けられた。ロバート・ルイス・スティーブンソンの『宝島』をもとに宇宙を舞台にした『トレジャー・プラネット』は、脚本・監督のロン・クレメンツとジョン・マスカーの念願のプロジェクトであった。この作品はIMAXで公開され、評価は全般的に高かったものの、2002年11月の公開時には興行成績が振るわず、2003年度のウォルト・ディズニー・カンパニーの決算では7400万ドルの赤字となった。バーバンクスタジオの2D部門は、『Sweating Bullets』というワーキングタイトルで知られていた長編映画『ホーム・オン・ザ・レンジ にぎやか農場を救え!』の完成を受けて、2002年末に閉鎖されることになった。
一方、手描きによる長編アニメーションの制作は、より低コストで制作できるフロリダのスタジオで続けられた。クリス・サンダースとディーン・デュボアが脚本と監督を務めた異色のコメディドラマ『リロ・アンド・スティッチ』は、2002年夏に公開されると、予算8000万ドルに対して全世界で2億7300万ドルを稼ぎ、「ターザン」以来の本格的な大ヒットとなった。
この時期までに、1990年代のディズニーの長編映画のほとんどは、ディズニー・テレビジョン・アニメーション部門によって、OVA化した続編やテレビシリーズ、あるいはその両方が制作されるようになっていた。2002年2月に公開された『ピーター・パン』（1953）の続編『ピーター・パン2 ネバーランドの秘密』ではディズニーは、ビデオプレミア用に作られた低予算の続編を映画館で公開したが、それは一部のディズニーのアニメーターやディズニー映画のファンから非難されたやり方だった。
2003年、トム・シューマッハがディズニーの舞台・ミュージカル部門であるブエナ・ビスタ・シアトリカル・グループの社長に就任し、後任として当時ウォルト・ディズニー・テレビジョン・アニメーションの社長であったデビッド・ステイントンが任命された。ステイントンは、それまでテレビアニメーション部門に属していたディズニートゥーン・スタジオの統括を任されたが、このときウォルト・ディズニー・フィーチャー・アニメーションのマネジメントに移管された。
ステイントンの下、フロリダのスタジオは『ブラザー・ベア』を完成させたが、『リロ・アンド・スティッチ』ほどには評判が高くなく、興行成績も良い出来とは伸びなかった。ディズニーは2004年1月12日にフロリダのスタジオを閉鎖し、2ヶ月後のスタジオ閉鎖時には当時進行中だった『My Peoples』が未完成のまま残された。2004年4月に公開された『ホーム・オン・ザ・レンジ にぎやか農場を救え!』は、『リロ・アンド・スティッチ』ほど評判が高くなく、興行成績も振るわなかった。しかし、ディズニーはウォルト・ディズニー・フィーチャー・アニメーションを全編フルCGアニメーションの専門スタジオに転換することを正式に発表し、2年前に開始されたこの計画は現在600人のスタッフを抱え、これまでのアニメーション機器をすべて処分し始める。
『ブラザー・ベア』の公開直後、長編アニメーションの会長ロイ・E・ディズニーはウォルト・ディズニー・カンパニーを辞め、ビジネスパートナーのスタンリー・ゴールドとともに、1984年にロン・ミラーを追放したのと同じように、今度はマイケル・アイズナーを追放するために「セーブディズニー」の署名運動を開始した。アイズナーに対する反論は、長編アニメーションへの取り組みと、ピクサーとの関係が悪化したことの2つであった。同年、スタジオはウォルト・ディズニー・イマジニアリングと共同で、4Dテーマパーク映画『ミッキーのフィルハーマジック』を制作した。ルネサンス時代のアニメーター数名を呼び戻し、各アニメーターが過去に手がけたシークエンスに取り組み、例えば「パート・オブ・ユア・ワールド」ではグレン・キーンがアリエルのアニメーションを担当するなど、スタジオ初のCGアニメーションへの挑戦となった。
2004年1月、アイズナーとピクサーのCEOスティーブ・ジョブズとの間で、ピクサーとディズニーの配給契約の更新をめぐる話し合いが決裂した。特にジョブズは、当時製作中だった『トイ・ストーリー3』（2010年）のような続編は、スタジオの新契約に必要な作品数に含めないというアイズナーの主張と意見が合わなかった。そのため、ディズニーはピクサー作品に続編を制作する長編アニメーション部門であるサークル7・アニメーションの立ち上げを発表し、その間にピクサーは新たな配給契約のための取引を開始した。
2005年、ディズニーは同スタジオ初の全編フルCGアニメーション映画『チキン・リトル』を発表した。この映画は興行収入でヒットし、世界で3億1500万ドルを稼いだが、評価は散々なものであった。同年末、ロイ・E・ディズニーの「セーブ・ディズニー」署名運動が2年間続いた後、アイズナーは辞任を発表し、後任としてウォルト・ディズニー・カンパニー社長だったボブ・アイガーを会長兼CEOに任命した。

### 2005年 - 2010年 立て直し、ディズニーによるピクサーの買収と社名変更

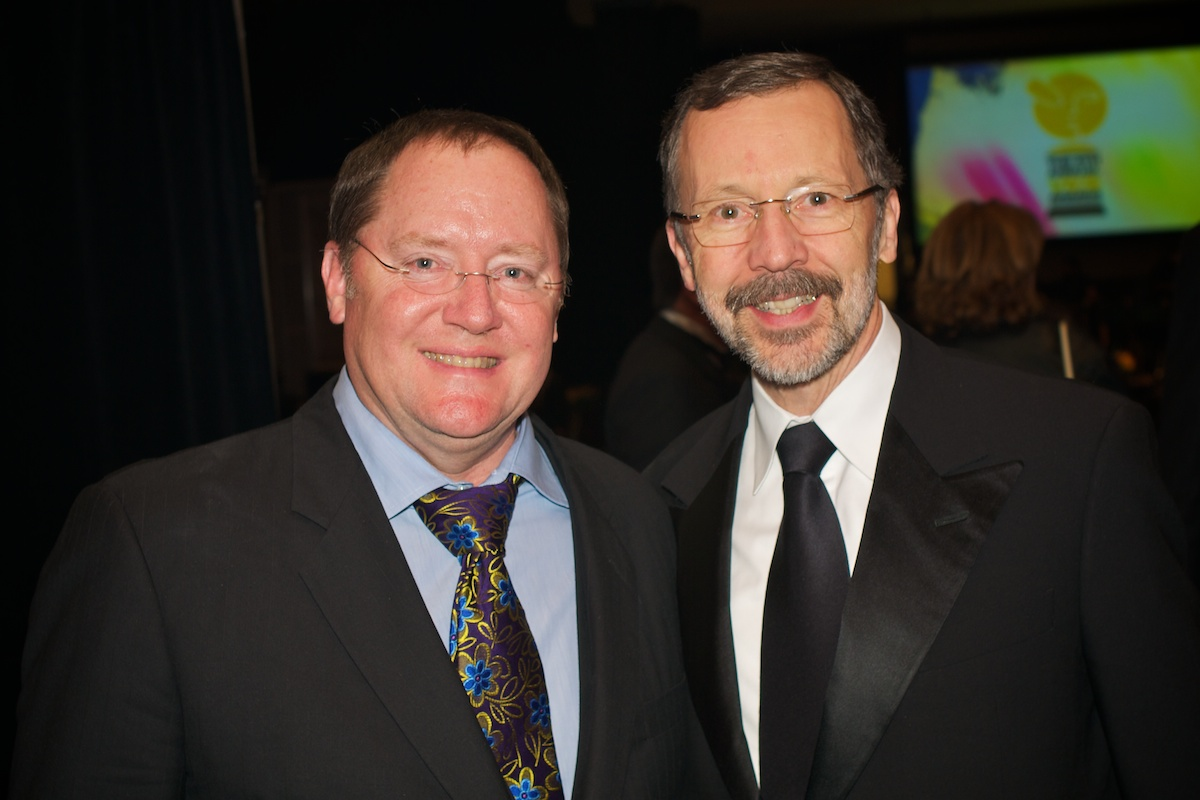
ジョン・ラセター（チーフ・クリエイティブ・オフィサー、2006年 - 2018年、左側）とエドウィン・キャットマル (社長、2006年 - 2018年、右側）。彼らは、ピクサー・アニメーション・スタジオ買収後にディズニーに入社し、2000年代前半の低迷期からウォルト・ディズニー・アニメーション・スタジオの立て直しに尽力した。

アイガーは後に、「私はまだ、ディズニー・アニメーションがどれほど壊れているか、完全に理解していたわけではない」と語っている。
彼は、1990年代初頭からのその歴史を、ヘラクレスやチキン・リトルのような「コストのかかる失敗作が数多く存在している」と表現し、ムーランやリロ・アンド・スティッチなどの「そこそこのヒット作」は、ディズニールネサンスの初期作品に比べれば、評価は高くなく、興業成績もいまひとつだったと述べた。アイガーがCEOに就任した後、ジョブズはディズニーとピクサーの交渉を再開した。2006年1月24日、ディズニーはピクサーを全株式取引で74億ドルで買収すると発表し、同年5月に取引は完了し、『トイ・ストーリー3』を制作するために立ち上げたサークル・7スタジオは閉鎖され、社員のほとんどがフィーチャー・アニメーションに戻り、『トイ・ストーリー3』はピクサーの手に戻ってきた。アイガーは後に、「当社が強く望んでいた取引であり、（ディズニーが）強く必要としていた取引」であったと語っている。彼は、ディズニー・アニメーションには新しいリーダーシップが必要だと考え、買収の一環として、エドウィン・キャットマルとジョン・ラセターがそれぞれピクサーだけでなく、フィーチャー・アニメーションの社長とチーフ・クリエイティブ・オフィサーに就任したのである。
ディズニーの幹部は、フィーチャー・アニメーションを閉鎖することも検討したが、キャットマルとラセターはそれを拒否し、代わりにスタジオの立て直しを決意した。ラセターは、「我々が見ている目の前で、そんなこと（閉鎖）をさせるわけにはいかなかった。ウォルト・ディズニーが残した素晴らしいスタジオの遺産を守り、本来あるべきクリエイティブなレベルまで引き上げることを決意を表明した。この遺産を守ることは、私たちの肩にかかっていたんだ」と語った。ラセターとキャットマルは、フィーチャー・アニメーションのスタッフのモラルを回復させることに着手し、1980年代に活躍し、スタジオを去った「ニューガード」世代のスターアニメーターたち、ロン・クレメンツ、ジョン・マスカー、エリック・ゴールドバーグ、マーク・ヘン、アンドレアス・デジャ、ブルース・W・スミス、クリス・バックを再雇用した。ウォルト・ディズニー・フィーチャー・アニメーションとピクサーは、所有権や経営権を共有することになったが、その独立性を維持するために、キャットマルとラセターは、それぞれのスタジオが独自のプロジェクトに単独で責任を持ち、他方から人材を借りたり仕事を貸したりすることは許されないという「厳しい一線を引いた」のであった。キャットマルは、ラセターとともに、「スタジオはそれぞれ独立した存在であることを意識している。スタジオを統合するのは、間違いなく誤った方法だ。お互いに個性的であるべきである」と述べた。
キャットマルとラセター曰く、ディズニー・フィーチャー・アニメーションには、ピクサーの「経営者主導のスタジオ」ではなく「クリエイター主導のスタジオ」というスタイルが導入され、それまでプロデューサーよりも上の立場にある経営陣から「必須」のメモを受け取ることを監督に要求するというこれまでのディズニーのシステムを廃止し、必須ではないメモは主に同僚のプロデューサー、監督、脚本家から受け取り、確認し合ってもらうというシステムを採用している。ゲートキーパー（中間管理職）の役割をほとんど排除し、ラセターは、制作の最終年度にあるすべてのプロジェクトのクリエイターと毎週自ら会い、その場で意見を述べるというやり方を定着させた。ピクサーのブレーントラストと似ているが、ピクサーよりも"丁寧"なミーティングを行うという。
2007年、ラセターはウォルト・ディズニー・フィーチャー・アニメーションをウォルト・ディズニー・アニメーション・スタジオと改称し、手描きアニメーションとCGアニメーションの両方を制作するスタジオとして再出発した。手描きアニメーションのコストを抑えるため、アニメーション、デザイン、レイアウトはディズニー社内で行い、クリーンアップアニメーションとデジタルインクアンドペイントは外部委託及びフリーランスに委託した。
2007年に公開された『ルイスと未来泥棒』は、同スタジオでは二作目の全編フルCGアニメーション作品で、全世界で1億6930万ドルを稼いだ。同年、ディズニートゥーン・スタジオも再編され、ラセターとキャットマルの指揮のもと、独立したスタジオとして運営されるようになった。ラセターがスタジオの次回作『アメリカン・ドッグ』に自ら参加した結果、監督のクリス・サンダースが退社し、彼はドリームワークス・アニメーションの監督に就任することになった。この作品は、新たにバイロン・ハワードとクリス・ウィリアムズが『ボルト』として作り直し、2008年に公開され、「リロ・アンド・スティッチ」以来のディズニーアニメーション作品として高い評価を受け、アカデミー賞長編アニメ映画賞にノミネートされるなど、ヒット作となった。
『プリンセスと魔法のキス』は、童話『カエルの王子様』と2002年のライトノベル『カエルになったお姫様』を基に、ロン・クレメンツとジョン・マスカーが監督した作品で、スタジオにとって5年ぶりの手描きアニメーション映画となった。1990年代のミュージカル・コメディに回帰しランディ・ニューマンが楽曲を提供したこの映画は、2009年に公開され、好評を博し、アカデミー賞では歌曲賞2部門を含む3部門にノミネートされた。『プリンセスと魔法のキス』の興行成績は、1億500万ドルの製作予算に対して、全世界で2億6,700万ドルを稼いだが、『アバター』と競り合ったため、成績が振るわなかったと見られている。さらに、タイトルの「プリンセス」という側面が非難され、当時製作中だったプリンセスを題材にしたディズニー映画には、性別に関係ない象徴的なタイトルが付けられることになった。『ラプンツェル』は『塔の上のラプンツェル』、『雪の女王』は『アナと雪の女王』となった。2014年、ディズニーのアニメーターであるトム・シトは、本作の興行成績を、『オリビアちゃんの大冒険』（1986年）が1985年に公開された『コルドロン』より上がっていると例えた。2009年には、テレビ局ABCのホリデースペシャルとして、CGアニメーションの『ウェイン＆ラニー』も制作された。

### 2010年 - 2019年 さらなる躍進、ジョン・ラセターとエド・キャットマルの退社
『プリンセスと魔法のキス』の後、グリム童話『ラプンツェル（髪長姫）』をアラン・メンケンとグレン・スレイターが作詞作曲したミュージカル仕立てのCGアニメーション映画『塔の上のラプンツェル』が公開された。グレン・キーンのもと2002年から積極的に制作を進め、バイロン・ハワードとネイサン・グレノが監督した『塔の上のラプンツェル』は2010年に公開され、批評家からも高い評価を得て大ヒットとなり、数々の賞にノミネートされた。
この映画は全世界で5億9200万ドルの興行収入を記録し、スタジオにとってこれまでで3番目にヒットした作品となった。
2011年には、A.A.ミルンによる同名の物語を基にした新たな長編映画『くまのプーさん』を手描きで制作し、高い評価を得たが、興行的には失敗した。これは、スタジオの最新の手描きで制作した作品であることに変わりはない。この映画は、手描きの短編映画『ネッシーのなみだ』とともに劇場公開された。
リッチ・ムーアが監督を手掛けた『シュガー・ラッシュ』は2012年に公開され、批評家から絶賛され、大ヒットを記録した。テレビゲームの悪役がヒーローを目指すコミカルな冒険活劇で、アニー賞、批評家協会賞、キッズ・チョイス賞の長編アニメ映画賞をはじめ数々の賞を受賞し、ゴールデングローブ賞とアカデミー賞にもノミネートされた。全世界で4億7100万ドルの興行収入を記録した。また、『シュガー・ラッシュ』とともに公開された『紙ひこうき』は、短編作品としては44年ぶりのアカデミー賞受賞となった。
ジョン・カーズが監督した『紙ひこうき』は、スタジオ内で開発された新しいソフトウェア「Meander」を活用し、同じキャラクターの中で手描きとCGアニメーションの技術を融合させ、独自の「ハイブリッド」を作り上げた作品だ。プロデューサーのクリスティナ・リードによると、同スタジオは、長編アニメーションを含む将来のプロジェクトに向けて、この技術の開発を続けているとのことである。
2013年、同スタジオはニク・ラニエリやルーベン・A・アキノを含む手描きアニメーター9名を解雇し、アニメブログでは同スタジオが手描きアニメーションを放棄したのではないかという憶測を呼んだが、スタジオはこの考えを否定している。同年、アンデルセンの童話『雪の女王』をモチーフにしたミュージカルCGアニメーション映画『アナと雪の女王』が公開され、大ヒットを記録した。クリス・バックとジェニファー・リーが監督を務め、ブロードウェイのロバート・ロペスとクリステン・アンダーソン＝ロペスのチームが曲を提供したこの作品は、ディズニーアニメ映画として初めて全世界で10億ドルを超える興行収入を記録した。また、ウォルト・ディズニー・アニメーション・スタジオの作品として初めてアカデミー賞の長編アニメーション部門（2001年より創設）を受賞し、同スタジオの長編映画としては『ターザン』以来、また『ポカホンタス』以来、アカデミー賞を複数回受賞した作品となった。この作品は、白黒の手描きアニメーションとフルカラーのCGアニメーションを融合させたミッキーマウスの新作短編アニメーション作品「ミッキーのミニー救出大作戦」と共に劇場公開された。
同スタジオの次の作品は、マーベル・コミックの『ビッグ・ヒーロー6』シリーズにインスパイアされたコメディ・アドベンチャーCG映画『ベイマックス』を2014年11月に公開した。この映画のために、スタジオは「Hyperion」という新しいライトレンダリングソフトウェアを開発し、その後のすべての作品で使い続けている。『ベイマックス』は批評家の称賛を受け、2014年のアニメーション映画で最も高い興行収入を記録し、アカデミー賞の長編アニメーション部門に受賞した。この映画は、アカデミー賞の短編アニメーション部門を受賞した短編アニメーション『愛犬とごちそう』とともに劇場公開された。『ベイマックス』が公開された同じ月に、ゼネラル・マネージャーのアンドリュー・ミルスタインがウォルト・ディズニー・アニメーション・スタジオの社長に昇格したことが発表された。
2016年3月、同スタジオは、擬人化された動物たちが住む現代世界を舞台にしたバディコメディCG映画『ズートピア』を公開した。批評家からも高い評価を受け、大ヒット作となった本作は全世界で10億ドル以上の興行収入を記録し、アカデミー賞長編アニメーション賞を受賞した。
2016年11月に公開されたCGによるファンタジー・アドベンチャー映画『モアナと伝説の海』は、短編アニメーション『インナー・ワーキング』とともに劇場公開された。『モアナと伝説の海』はまたしてもスタジオにとっては批評家からも好評を博し、大ヒット作となり、全世界で6億ドル以上の興行収入を上げ、アカデミー賞にも2度ノミネートされた。
2017年11月、ジョン・ラセターはスタッフへのメモの中で、従業員との振る舞いにおける「不注意」と呼ばれる点を認め、半年の休暇を取ることを発表した。複数のニュースメディアによると、ラセターには従業員に対するセクハラ行為が疑われた過去があった。2018年6月8日、会社が契約を更新しないことを決定したため、ラセターが年内にディズニーとピクサーを去ることが発表されたが、契約満了までコンサルティングの役割を担うことになった。2018年6月19日、ラセターの後任としてジェニファー・リーがディズニー・アニメーションのチーフ・クリエイティブ・オフィサーに就任することが発表された。
2018年6月28日、同スタジオの部門であるディズニー・トゥーン・スタジオが閉鎖され、75人のアニメーターとスタッフがレイオフされることになった。2018年10月23日、エド・キャットマルが年末に退職し、2019年7月までアドバイザーとして留まることが発表された。
2018年11月、スタジオは『シュガー・ラッシュ』の続編『シュガー・ラッシュ オンライン』を公開した。本作は全世界で5億ドル以上の興行収入を記録し、ゴールデングローブとアカデミー賞の長編アニメーション部門にノミネートされた。

### 2019年 - 現在 さらなる挑戦とテレビ分野への進出
2019年8月、アンドリュー・ミルスタインが社長を退任した後、ロバート・ベアードとともにブルースカイ・スタジオの共同社長に就任することが発表され、クラーク・スペンサーはディズニー・アニメーションの社長に就任、ウォルト・ディズニー・スタジオの会長アラン・バーグマンに報告し、チーフ・クリエイティブ・オフィサーのジェニファー・リーとともに働くことになった。
同スタジオの次の長編映画は、2019年11月に公開された続編『アナと雪の女王2』である。この映画は全世界で10億ドル以上の興行収入を上げ、アカデミー賞の最優秀オリジナル楽曲賞にノミネートされた。
2020年から、ディズニー・アニメーションはDisney+のために『ショート・サーキット』という実験的な短編シリーズを制作した。ファーストシーズンは2020年に配信され、セカンドシーズンは2021年8月に配信された。その間に、ディズニー・アニメーションは手描きアニメーションに復帰し、『At Home with Olaf』のウェブショート『Ice』を公開したほか、Disney+向けに手描きのグーフィーの短編アニメーションを3本、『ダイナソー・バーバリアン』と題した手描きアニメーションの『ショート・サーキット』なども発表している。2022年4月、エリック・ゴールドバーグは、手描きのアニメーション映画やシリーズを制作する計画をスタジオ内で確認した。同年は、Disney+のドキュメンタリー『ミッキーマウス ザ・ストーリー』の一部として公開された手描き短編『Mickey in a Minute』と、2006年にディズニーがキャラクターの権利を取得して以来、ディズニーアニメーションが制作した初めての短編アニメーションとなる作品『オズワルド・ザ・ラッキー・ラビット』が発表された。
2020年12月には、これまでのディズニー・テレビジョン・アニメーション部門が担当していたテレビシリーズの制作に進出することを発表した。製作中のプロジェクトのほとんどは、ストリーミングサービス「Disney+」向けである。制作中のCGシリーズには、『ベイマックス!』（『ベイマックス』のスピンオフ）、『ズートピア』の世界を舞台にしたTVシリーズ『ズートピア+』などがある。また、『プリンセスと魔法のキス』の主役を主人公にしたシリーズ『ティアナ』も制作中である。さらに、イギリスに拠点を置くアフリカ系エンターテイメント企業Kugali Mediaと組んで、SFアンソロジー『Iwájú』を制作することも発表された。さらに、ピクサーの『モンスターズ・インク』を基にしたディズニー・テレビジョン・アニメーションのシリーズ『モンスターズ・ワーク』にも、ディズニー・アニメーションのスタッフが参加している。
2021年3月にCGによるファンタジー・アドベンチャー映画『ラーヤと龍の王国』が公開された。新型コロナウイルスの流行により、劇場公開とDisney+のプレミアアクセスで同時公開された。劇場では、短編アニメーション『あの頃をもう一度』が併映された。『ラーヤと龍の王国』は興行収入1億3,000万ドルを超え、Disney+でのプレミアアクセスが終了した後もストリーミング配信でヒットし、2021年に世界で3番目に配信された映画タイトルとなった。また、本作はアカデミー賞長編アニメーション賞にノミネートされた。
2021年8月、ディズニー・アニメーションがバンクーバーに新たなアニメーション・スタジオを開設することが報じられた。バンクーバースタジオでの業務は2022年に開始され、元ディズニー・アニメーションの財務責任者であるアミール・ナスラバディがスタジオの責任者を務めることになった。バンクーバースタジオでは、Disney+で独占配信されるシリーズと今後のDisney+のスペシャル作品のアニメーションを担当し、短編シリーズのアニメーションはバーバンクスタジオで制作される予定である。また、シリーズとスペシャル番組のプリプロダクションおよびストーリーボードは、バーバンクスタジオで行われる予定。
2021年11月、スタジオはCGによるミュージカル・ファンタジー映画『ミラベルと魔法だらけの家』を公開した。COVID-19のパンデミックにより、本作は映画館で30日間の独占上映が行われ、2021年12月24日にDisney+に配信された。2D/CGハイブリッド短編『ツリーから離れて』と共に劇場公開された。『ミラベルと魔法だらけの家』は、1億2000万～1億5000万ドルの予算に対して2億5600万ドルの興行収入をあげ、興行的にはまったく歯が立たなかったが、2021年のホリデーシーズンに人気が爆発し、Disney+の配信で幅広い人気を獲得したのである。この作品はアカデミー賞の長編アニメーション賞を受賞し、アカデミー賞作曲賞、歌曲賞にもノミネートされた。
2022年11月、CGによるアクションアドベンチャー映画『ストレンジ・ワールド/もうひとつの世界』を公開した。好評価を得たが、興行は微妙な結果に終わり、1億3500万～1億8000万ドルの予算に対して2780万ドルの興行収入となり、1億～1億4700万ドルの損失と推定される。
2023年、スタジオは手描きアニメーターのための新たなトレーニングコースを開設していた。同じくディズニー100周年にちなんだ実写／アニメーションの短編映画『ワンス・アポン・ア・スタジオ -100年の思い出-』も10月に公開された。
2D/CGミュージカルファンタジー映画『ウィッシュ』は、2023年11月に公開された。この映画のテーマは、ディズニーの100周年にちなんだものである。批評家からの評価は散々で、1億7500万ドルから2億ドルの製作費に対し、全世界での興行収入はおよそ2億5500万ドル、その結果、推定1億3100万ドルの赤字となった。また、ゴールデングローブ賞長編アニメ映画賞など、いくつかの賞にノミネートされた。

## プロダクションロゴ
2007年まで、ウォルト・ディズニー・アニメーション・スタジオは従来のプロダクションロゴを使用せず、代わりに標準的なウォルト・ディズニー・ピクチャーズのロゴを使用していた。2007年からは、ウォルト・ディズニー・ピクチャーズのロゴの後に、『蒸気船ウィリー』をベースにした画面上のプロダクションロゴが加えられた。ベージュの紙を背景に、昔の姿のミッキーマウスが描かれている。フリップブックのようにページをめくると、ミッキーが口笛を吹いている前述の短編のシーンにアニメーションで切り替わる。カメラはイエローゴールドのスポットライトを背景にズームアウトし、その下にはWalt Disney Animation Studiosの文字が表示されている。
このスタジオのプロダクションロゴは、『ルイスと未来泥棒』以降、すべての作品に登場している。"記念"のバリエーションは『塔の上のラプンツェル』（2010年）と『ミラベルと魔法だらけの家』（2021年）に使用され、"Walt Disney Animation Studios "50th Animated Motion Picture" "60th Animated Motion Picture"と表示された"記念"バージョンが使われ、それぞれ「0」にミッキーのシーンがあり、『ミラベルと魔法だらけの家』には短縮版が使われている。「シュガー・ラッシュ」では、8ビット版のロゴが使用された。『アナと雪の女王』（2013年）、『モアナと伝説の海』（2016年）、『アナと雪の女王2』（2019年）、『ラーヤと龍の王国』（2021年）、『ミラベルと魔法だらけの家』では、ミッキーの口笛を無音にして、それぞれのオープニングテーマをロゴの上に流すようにした。『ストレンジ・ワールド/もうひとつの世界』（2022年）では、Disney100のロゴの長さの関係で、ロゴが短くなっている。

## スタジオ

### マネジメント
ウォルト・ディズニー・アニメーション・スタジオは現在、ジャレド・ブッシュ（チーフ・クリエイティブ・オフィサー、2024年 - ）とクラーク・スペンサー（社長、2019年 - ）によって経営されている。
同スタジオの元社長には、アンドリュー・ミルスタイン（2014年11月 - 2019年7月）、エドウィン・キャットマル（2007年6月 - 2019年7月）、デヴィッド・ステントン（2003年1月 - 2006年1月）、トーマス・シューマッハ（1999年1月 - 2002年12月）、ピーター・シュナイダー（1985年 - 1999年1月）らがいる。
スタジオ内で大きな影響を与えた他のディズニーの幹部は、ジョン・ラセター（2006年 - 2018年、ウォルト・ディズニー・アニメーション・スタジオ、チーフ・クリエイティブ・オフィサー）、ロイ・E・ディズニー（1972年 - 2009年、ウォルト・ディズニー・アニメーション・スタジオ、CEO兼会長）、ジェフリー・カッツェンバーグ（1984年 - 1994年、ザ・ウォルト・ディズニー・スタジオ、会長）、マイケル・アイズナー（1984年 - 2005年、ウォルト・ディズニー・カンパニーCEO）、フランク・ウェルス（1984年 - 1994年、ウォルト・ディズニー・カンパニー社長兼COO）、ジェニファー・リー（2018年 - 2024年、ウォルト・ディズニー・アニメーション・スタジオ、チーフ・クリエイティブ・オフィサー）である。2009年にロイ・ディズニーが亡くなった後、2010年5月にバーバンクのWDAS本社は「ロイ・E・ディズニー・アニメーション・ビル」として新たに命名された。

### ロケーション

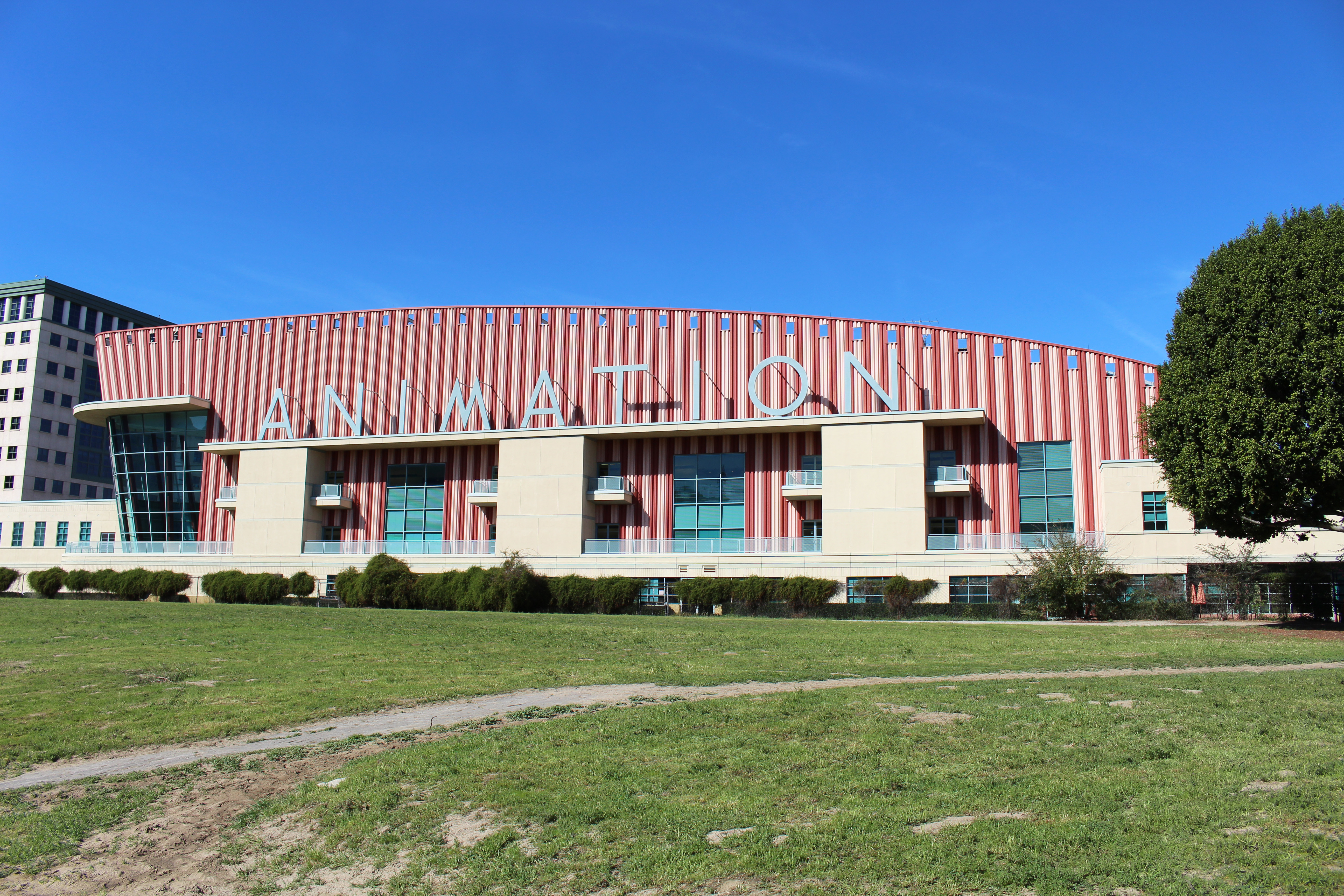
ロイ・E・ディズニー・アニメーション・ビルの南側、ベンチュラ・フリーウェイと隔てる公共公園から見たところである。

1995年以降、ウォルト・ディズニー・アニメーション・スタジオは、カリフォルニア州バーバンクにあるロイ・E・ディズニー・アニメーション・ビルに本社を置き、リバーサイドドライブを挟んでウォルト・ディズニー・スタジオの向かいにある、オリジナルのアニメーション・ビル（現在は本社オフィスがある）にある。ディズニー・アニメーション・ビルのロビーには、『ファンタジア』（1940年）の「魔法使いの弟子」で有名な帽子が大きく飾られており、このことから、このビルは非公式に「帽子ビル」とも呼ばれている。ディズニー・アニメーションは、すぐ西に位置するABCスタジオと敷地を共有している 。
1990年代半ばまで、ディズニー・アニメーションは、グレンデール市の東約2マイル（3.2km）にあるグランドセントラル空港跡地の工業団地、グランドセントラルビジネスセンターにある古い格納庫、オフィスビル、トレーラーが集まったエアウェイ複合施設で営業していたことがある。ディズニートゥーン・スタジオの部門はグレンデールに拠点を置いていた。ディズニー・アニメーションのアーカイブは、以前は「モルグ」（死体安置所のファイルになぞらえて）と呼ばれ、現在は「アニメーション・リサーチ・ライブラリー」と呼ばれているが、これもグレンデールにある。バーバンクの建物とは異なり、ARLはディズニーのグランドセントラル・クリエイティブキャンパスの近くにある何の変哲もないオフィスビルの中に位置している。12,000平方フィートのARLには、1924年までさかのぼる6,400万点以上のアニメーションのアートワークが保管されている。その重要性から、グレンデール内の正確な位置を公表しないことに同意することが見学者に義務付けられている。
以前は、フランスのセーヌ・サン・ドニ県モントルイユ市（パリ郊外）とフロリダ州ベイレイク市（オーランド近郊、ディズニー・ハリウッドスタジオのテーマパーク内）に、アニメーション作品の制作拠点が世界各国にあった。パリのスタジオは2002年に閉鎖され、フロリダのスタジオは2004年に閉鎖された。フロリダのアニメーションの建物はオフィスビルとして存続しており、旧マジック・オブ・ディズニー・アニメーションの部分にはスター・ウォーズ・ローンチ・ベイがある。
2014年11月、ディズニー・アニメーションは、当時のスタジオ社長エドウィン・キャットマルが「ダンジョンのような」室内だと言っていたのを直すため、ロイ・E・ディズニー・アニメーション・ビルの16ヶ月にわたる大規模な改修を開始した。例えば、アニメーターやクリエイターが全員参加する「合同ミーティング」などは、このビルではなかなか行えないほど狭いスペースだったのである。改修に伴い、スタジオのアニメーターたちは一時的にバーバンクから、最も近いディズニー傘下のスタジオスペース--グレンデールの工業団地にあるディズニートゥーン・スタジオ・ビルと、ボブ・ホープ空港の西側アプローチ下にあるノースハリウッドの旧イマジニアリング倉庫（トゥジュンガ・ビル）に引っ越した。2016年10月に改修が完了した。

## 制作作品

### 長編作品
| 1937 | 白雪姫                                       |
| 1938 |                                              |
| 1939 |                                              |
| 1940 | ピノキオ                                     |
| 1940 | ファンタジア                                 |
| 1941 | ダンボ                                       |
| 1942 | バンビ                                       |
| 1943 | ラテン・アメリカの旅                         |
| 1944 |                                              |
| 1945 | 三人の騎士                                   |
| 1946 | メイク・マイン・ミュージック                 |
| 1947 | ファン・アンド・ファンシー・フリー           |
| 1948 | メロディ・タイム                             |
| 1949 | イカボードとトード氏                         |
| 1950 | シンデレラ                                   |
| 1951 | ふしぎの国のアリス                           |
| 1952 |                                              |
| 1953 | ピーター・パン                               |
| 1954 |                                              |
| 1955 | わんわん物語                                 |
| 1956 |                                              |
| 1957 |                                              |
| 1958 |                                              |
| 1959 | 眠れる森の美女                               |
| 1960 |                                              |
| 1961 | 101匹わんちゃん                              |
| 1962 |                                              |
| 1963 | 王様の剣                                     |
| 1964 |                                              |
| 1965 |                                              |
| 1966 |                                              |
| 1967 | ジャングル・ブック                           |
| 1968 |                                              |
| 1969 |                                              |
| 1970 | おしゃれキャット                             |
| 1971 |                                              |
| 1972 |                                              |
| 1973 | ロビン・フッド                               |
| 1974 |                                              |
| 1975 |                                              |
| 1976 |                                              |
| 1977 | くまのプーさん 完全保存版                    |
| 1977 | ビアンカの大冒険                             |
| 1978 |                                              |
| 1979 |                                              |
| 1980 |                                              |
| 1981 | きつねと猟犬                                 |
| 1982 |                                              |
| 1983 |                                              |
| 1984 |                                              |
| 1985 | コルドロン                                   |
| 1986 | オリビアちゃんの大冒険                       |
| 1987 |                                              |
| 1988 | オリバー ニューヨーク子猫ものがたり          |
| 1989 | リトル・マーメイド                           |
| 1990 | ビアンカの大冒険 ゴールデン・イーグルを救え! |
| 1991 | 美女と野獣                                   |
| 1992 | アラジン                                     |
| 1993 |                                              |
| 1994 | ライオン・キング                             |
| 1995 | ポカホンタス                                 |
| 1996 | ノートルダムの鐘                             |
| 1997 | ヘラクレス                                   |
| 1998 | ムーラン                                     |
| 1999 | ターザン                                     |
| 1999 | ファンタジア2000                             |
| 2000 | ダイナソー                                   |
| 2000 | ラマになった王様                             |
| 2001 | アトランティス 失われた帝国                  |
| 2002 | リロ・アンド・スティッチ                     |
| 2002 | トレジャー・プラネット                       |
| 2003 | ブラザー・ベア                               |
| 2004 | ホーム・オン・ザ・レンジ にぎやか農場を救え! |
| 2005 | チキン・リトル                               |
| 2006 |                                              |
| 2007 | ルイスと未来泥棒                             |
| 2008 | ボルト                                       |
| 2009 | プリンセスと魔法のキス                       |
| 2010 | 塔の上のラプンツェル                         |
| 2011 | くまのプーさん                               |
| 2012 | シュガー・ラッシュ                           |
| 2013 | アナと雪の女王                               |
| 2014 | ベイマックス                                 |
| 2015 |                                              |
| 2016 | ズートピア                                   |
| 2016 | モアナと伝説の海                             |
| 2017 |                                              |
| 2018 | シュガー・ラッシュ:オンライン                |
| 2019 | アナと雪の女王2                              |
| 2020 |                                              |
| 2021 | ラーヤと龍の王国                             |
| 2021 | ミラベルと魔法だらけの家                     |
| 2022 | ストレンジ・ワールド/もうひとつの世界        |
| 2023 | ウィッシュ                                   |
| 2024 | モアナと伝説の海2                            |
| 2025 | ズートピア2（原題）                          |
| 2026 | TBA                                          |
| 2027 | アナと雪の女王3（原題）                      |

ウォルト・ディズニー・アニメーション・スタジオは、手描きアニメーション、CGアニメーション、その両方の組み合わせ、実写と融合したアニメーションなど、数多くのアニメーション制作技術を駆使して長編アニメーションを制作している。スタジオ初の作品『白雪姫』は1937年12月21日に公開され、最新作『ウィッシュ』は2023年11月22日に公開された。
ディズニー・ルネサンスからルネサンス後の時代まで、スタジオの製作費は4,000万ドルから1億4,000万ドルである。『チキン・リトル』（2005年）を皮切りに、スタジオの作品のほとんどは1億5000万～1億7500万ドルの予算で作られている。『塔の上のラプンツェル』（2010年）は、同スタジオで最も製作費の高い映画で、予算は2億6,000万ドルであった。
| #  | 邦題 / 原題                                                          | 公開日         | 日本公開日     | 製作費       | 興行収入       | Rotten Tomatoes | Metacritic |
| -- | -------------------------------------------------------------------- | -------------- | -------------- | ------------ | -------------- | --------------- | ---------- |
| 1  | 白雪姫 Snow White and the Seven Dwarfs                               | 1937年12月21日 | 1950年9月26日  | $1,488,423   | $418,200,000   | 98%             | 95         |
| 2  | ピノキオ Pinocchio                                                   | 1940年2月7日   | 1952年5月17日  | $2,289,247   | $84,254,167    | 100%            | 99         |
| 3  | ファンタジア Fantasia                                                | 1940年11月13日 | 1955年9月23日  | $2,280,000   | $83,320,000    | 96%             | 96         |
| 4  | ダンボ Dumbo                                                         | 1941年10月23日 | 1954年3月12日  | $950,000     | $1,600,000     | 97%             | 98         |
| 5  | バンビ Bambi                                                         | 1942年8月13日  | 1951年5月18日  | $858,000     | $267,447,150   | 91%             | 91         |
| 6  | ラテン・アメリカの旅 Saludos Amigos                                  | 1943年2月6日   | 1957年3月20日  |              | $1,135,000     | 80%             | 62         |
| 7  | 三人の騎士 The Three Caballeros                                      | 1945年2月3日   | 1959年3月10日  |              | $3,355,000     | 87%             | 85         |
| 8  | メイク・マイン・ミュージック Make Mine Music                         | 1946年4月20日  | 1985年10月21日 | $1,350,000   | $3,275,000     | 67%             | 60         |
| 9  | ファン・アンド・ファンシー・フリー Fun and Fancy Free                | 1947年9月27日  | 1954年8月9日   |              | $3,165,000     | 67%             | 66         |
| 10 | メロディ・タイム Melody Time                                         | 1948年5月27日  | 1987年1月25日  | $1,500,000   | $2,560,000     | 88%             | 69         |
| 11 | イカボードとトード氏 The Adventures of Ichabod and Mr. Toad          | 1949年10月5日  | 2004年5月1日   |              | $1,625,000     | 92%             | 74         |
| 12 | シンデレラ Cinderella                                                | 1950年2月15日  | 1952年3月7日   | $2,900,000   | $271,732,564   | 98%             | 85         |
| 13 | ふしぎの国のアリス Alice in Wonderland                               | 1951年7月28日  | 1953年8月19日  | $3,000,000   |                | 84%             | 68         |
| 14 | ピーター・パン Peter Pan                                             | 1953年2月5日   | 1955年3月22日  | $4,000,000   | $87,404,651    | 78%             | 76         |
| 15 | わんわん物語 Lady and the Tramp                                      | 1955年6月16日  | 1956年8月8日   | $4,000,000   | $93,602,326    | 93%             | 78         |
| 16 | 眠れる森の美女 Sleeping Beauty                                       | 1959年1月28日  | 1960年7月23日  | $6,000,000   | $51,600,000    | 91%             | 85         |
| 17 | 101匹わんちゃん One Hundred and One Dalmatians                       | 1961年1月25日  | 1962年7月27日  | $4,000,000   | $215,880,014   | 97%             | 83         |
| 18 | 王様の剣 The Sword in the Stone                                      | 1963年12月25日 | 1964年7月18日  | $4,000,000   | $22,182,353    | 71%             | 61         |
| 19 | ジャングル・ブック The Jungle Book                                   | 1967年10月18日 | 1968年8月6日   | $4,000,000   | $205,843,612   | 88%             | 65         |
| 20 | おしゃれキャット The Aristocats                                      | 1970年12月11日 | 1972年3月11日  | $4,000,000   | $55,675,257    | 66%             | 66         |
| 21 | ロビン・フッド Robin Hood                                            | 1973年11月8日  | 1975年7月19日  | $1,500,000   | $32,056,467    | 58%             | 57         |
| 22 | くまのプーさん 完全保存版 The Many Adventures of Winnie the Pooh     | 1977年3月11日  | 1977年7月2日   | $1,500,5000  | $5,600,000     | 100%            | 70         |
| 23 | ビアンカの大冒険 The Rescuers                                        | 1977年6月22日  | 1981年12月19日 | $1,200,000   | $71,215,869    | 79%             | 74         |
| 24 | きつねと猟犬 The Fox and the Hound                                   | 1981年7月10日  | 1983年3月12日  | $12,000,000  | $63,456,988    | 75%             | 65         |
| 25 | コルドロン The Black Cauldron                                        | 1985年7月24日  | 1986年7月19日  | $44,000,000  | $21,288,692    | 56%             | 59         |
| 26 | オリビアちゃんの大冒険 The Great Mouse Detective                     | 1986年7月2日   | 1989年7月22日  | $14,000,000  | $38,625,550    | 78%             | 73         |
| 27 | オリバー ニューヨーク子猫ものがたり Oliver & Company                 | 1988年11月18日 | 1990年7月21日  | $31,000,000  | $74,151,346    | 53%             | 58         |
| 28 | リトル・マーメイド The Little Mermaid                                | 1989年11月17日 | 1991年7月20日  | $40,000,000  | $211,343,479   | 92%             | 88         |
| 29 | ビアンカの大冒険 ゴールデン・イーグルを救え! The Rescuers Down Under | 1990年11月16日 | 1996年4月19日  | $37,931,000  | $47,431,461    | 85%             | 70         |
| 30 | 美女と野獣 Beauty and the Beast                                      | 1991年11月13日 | 1992年9月23日  | $25,000,000  | $424,967,620   | 95%             | 95         |
| 31 | アラジン Aladdin                                                     | 1992年11月25日 | 1993年8月7日   | $28,000,000  | $504,050,219   | 96%             | 86         |
| 32 | ライオン・キング The Lion King                                       | 1994年6月24日  | 1994年7月23日  | $45,000,000  | $987,483,777   | 93%             | 88         |
| 33 | ポカホンタス Pocahontas                                              | 1995年6月23日  | 1995年7月22日  | $55,000,000  | $346,079,773   | 58%             | 58         |
| 34 | ノートルダムの鐘 The Hunchback of Notre Dame                         | 1996年6月21日  | 1996年8月24日  | $100,000,000 | $325,338,851   | 80%             | 74         |
| 35 | ヘラクレス Hercules                                                  | 1997年6月27日  | 1997年7月26日  | $85,000,000  | $252,712,101   | 84%             | 74         |
| 36 | ムーラン Mulan                                                       | 1998年6月19日  | 1998年9月26日  | $90,000,000  | $304,320,254   | 92%             | 72         |
| 37 | ターザン Tarzan                                                      | 1999年6月18日  | 1999年12月18日 | $130,000,000 | $448,191,819   | 90%             | 79         |
| 38 | ファンタジア2000 Fantasia 2000                                       | 1999年12月17日 | 2000年1月1日   | $80,000,000  | $90,874,570    | 82%             | 59         |
| 39 | ダイナソー Dinosaur                                                  | 2000年5月19日  | 2000年12月9日  | $127,500,000 | $349,822,765   | 65%             | 56         |
| 40 | ラマになった王様 The Emperor's New Groove                            | 2000年12月15日 | 2001年7月14日  | $100,000,000 | $169,327,687   | 86%             | 70         |
| 41 | アトランティス 失われた帝国 Atlantis: The Lost Empire                | 2001年6月8日   | 2001年12月8日  | $120,000,000 | $186,053,725   | 49%             | 52         |
| 42 | リロ・アンド・スティッチ Lilo & Stitch                               | 2002年6月16日  | 2003年3月8日   | $80,000,000  | $273,144,151   | 87%             | 73         |
| 43 | トレジャー・プラネット Treasure Planet                               | 2002年11月27日 | 2003年7月12日  | $140,000,000 | $109,578,115   | 69%             | 60         |
| 44 | ブラザー・ベア Brother Bear                                          | 2003年10月20日 | 2004年3月13日  | $46,000,000  | $250,397,798   | 37%             | 48         |
| 45 | ホーム・オン・ザ・レンジ にぎやか農場を救え! Home on the Range       | 2004年4月2日   | 2005年2月18日  | $110,000,000 | $103,951,461   | 52%             | 50         |
| 46 | チキン・リトル Chicken Little                                        | 2005年10月30日 | 2005年12月23日 | $150,000,000 | $314,432,837   | 36%             | 48         |
| 47 | ルイスと未来泥棒 Meet the Robinsons                                  | 2007年3月30日  | 2007年12月22日 | $150,000,000 | $169,333,034   | 68%             | 61         |
| 48 | ボルト Bolt                                                          | 2008年11月21日 | 2009年8月1日   | $150,000,000 | $309,979,994   | 90%             | 67         |
| 49 | プリンセスと魔法のキス The Princess and the Frog                     | 2009年12月18日 | 2010年3月6日   | $105,000,000 | $267,045,765   | 85%             | 73         |
| 50 | 塔の上のラプンツェル Tangled                                         | 2010年11月12日 | 2011年3月12日  | $260,000,000 | $591,794,936   | 89%             | 71         |
| 51 | くまのプーさん Winnie the Pooh                                       | 2011年7月15日  | 2011年9月3日   | $30,000,000  | $33,152,846    | 90%             | 74         |
| 52 | シュガー・ラッシュ Wreck-It Ralph                                    | 2012年11月2日  | 2013年3月23日  | $165,000,000 | $471,222,889   | 87%             | 72         |
| 53 | アナと雪の女王 Frozen                                                | 2013年11月27日 | 2014年3月14日  | $150,000,000 | $1,274,219,009 | 90%             | 74         |
| 54 | ベイマックス Big Hero 6                                              | 2014年11月7日  | 2014年12月20日 | $165,000,000 | $657,818,612   | 90%             | 74         |
| 55 | ズートピア Zootopia                                                  | 2016年3月6日   | 2016年4月23日  | $150,000,000 | $1,016,556,108 | 99%             | 78         |
| 56 | モアナと伝説の海 Moana                                               | 2016年11月23日 | 2017年3月10日  | $150,000,000 | $690,845,539   | 96%             | 81         |
| 57 | シュガー・ラッシュ:オンライン Ralph Breaks the Internet              | 2018年11月21日 | 2018年12月21日 | $175,000,000 | $529,323,962   | 88%             | 71         |
| 58 | アナと雪の女王2 Frozen 2                                             | 2019年11月22日 | 2019年11月22日 | $150,000,000 | $1,450,026,933 | 77%             | 64         |
| 59 | ラーヤと龍の王国 Raya and the Last Dragon                            | 2021年3月5日   | 2021年3月5日   | $130,423,032 |                | 93%             | 75         |
| 60 | ミラベルと魔法だらけの家 Encanto                                     | 2021年11月24日 | 2021年11月26日 |              | $256,786,742   | 92%             | 75         |
| 61 | ストレンジ・ワールド/もうひとつの世界 Strange World                  | 2022年11月23日 | 2022年11月23日 | $73,621,640  |                | 72%             | 65         |
| 62 | ウィッシュ Wish                                                      | 2023年11月22日 | 2023年12月15日 |              | $254,997,360   | 48%             | 47         |
| 63 | モアナと伝説の海2 Moana 2                                            | 2024年11月27日 | 2024年12月6日  | $724,506,810 |                | 61%             | 58         |

#### 公開予定の作品
同スタジオの次の長編は続編『モアナと伝説の海2』で、2024年11月27日公開予定となっている。『ズートピア2』は2025年11月26日公開予定となっている。未発表作品は2026年11月25日公開予定。『アナと雪の女王3』は2027年11月24日公開予定。
| #  | 邦題 / 原題                    | 公開予定日     | 日本公開日 | 製作費 |
| -- | ------------------------------ | -------------- | ---------- | ------ |
| 64 | ズートピア2（原題） Zootopia 2 | 2025年11月26日 | 2025年冬   |        |
| 65 | タイトル未定                   | 2026年11月25日 |            |        |

### 短編作品
1920年代のアリス・コメディー以来、ウォルト・ディズニー・アニメーション・スタジオは、1956年に短編アニメーションスタジオ部門が閉鎖されるまで、ミッキーマウス・カートゥーンやシリー・シンフォニー・シリーズなど、一連の有名な短編映画を制作してきた。これらの短編映画の多くは、『蒸気船ウィリー』（1928年）における世界初の音が入ったアニメーション、『花と木』（1932年）におけるテクニカラーによる3色分解フィルム、『風車小屋のシンフォニー』（1937年）におけるマルチプレーンカメラ、『豆象の冒険』（1960年）におけるゼログラフィー、『Off His Rockers』（1992年）における手描きとCGが融合したアニメーション、『紙ひこうき』（2012年）と『ミッキーのミニー救出大作戦』（2013年）のような新技術の実験場として使われたのだった。
2001年から2008年まで、ディズニーはウォルト・ディズニーの生誕100周年を記念して、数量限定のコレクター向けDVDシリーズ「ウォルト・ディズニー・トレジャーズ」を発売していた。
2015年8月18日、ディズニーは「ディズニー・ショートフィルム・コレクション」と題し、ディーン・ウェリンズが手掛けた『小さな時計』（2010年）、ケヴィン・デタースとスティービー・ワーマーズ＝スケルトンが脚本と監督による『ウェイン&ラニー クリスマスを守れ!／秘密の指令 』（2010年）など、12作品の短編アニメーション映画をまとめ、ブルーレイとDVDで発売した。

### テレビ番組
ウォルト・ディズニー・アニメーション・スタジオは2020年にテレビ番組への進出を発表し、現在『ティアナ』（2024年）を含むDisney+向けのオリジナル番組を制作している。